# Miskolc köztéri domborművei
Miskolcon számos helyen található köztéri dombormű. Az alábbiakban ezeket ismertetjük, azokat az alkotásokat, amelyek a – tágabb értelemben vett – dombormű kategóriába besorolhatók, és azokat is, amelyek ugyan nem köztéren, de hozzáférhető helyen találhatók. Az emléktáblákra applikált domborműveket a táblával együtt mutatjuk be. A Miskolci Egyetemen található műalkotásokat külön összeállítás mutatja be.

## A belváros és a belvárostól északi irányban

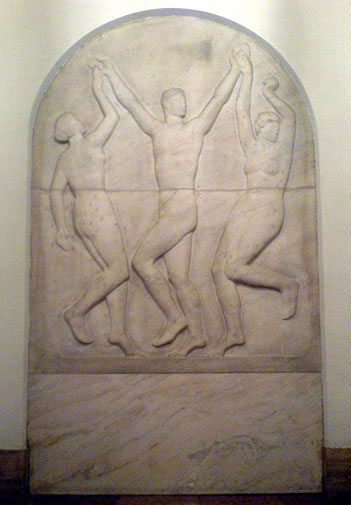

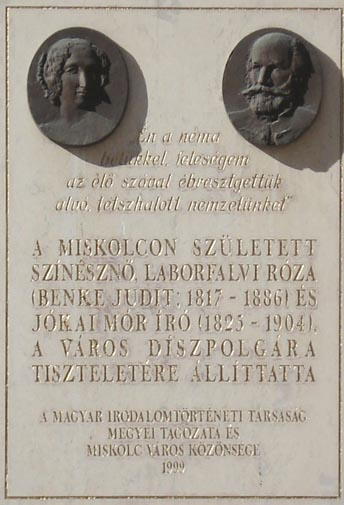

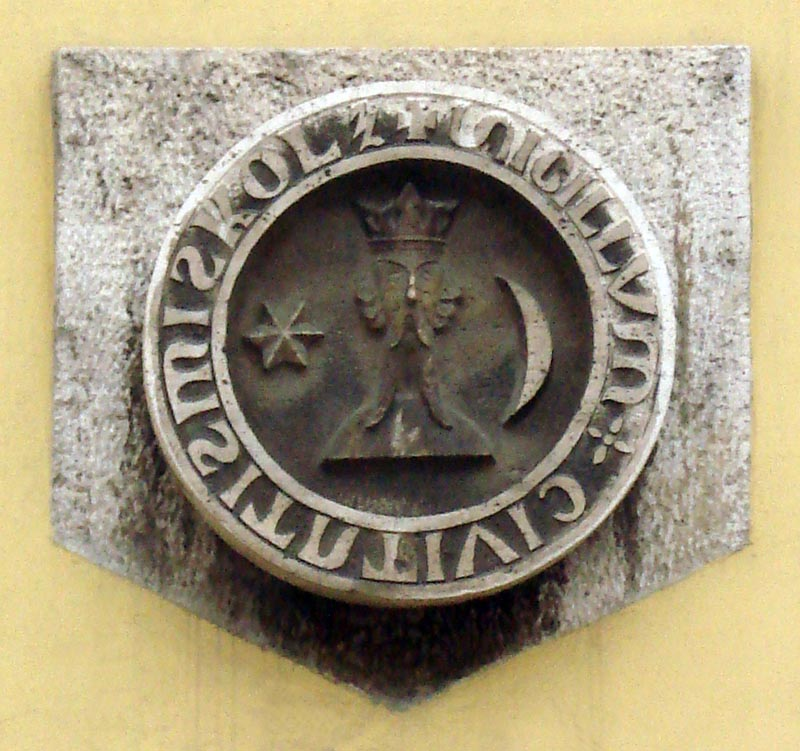

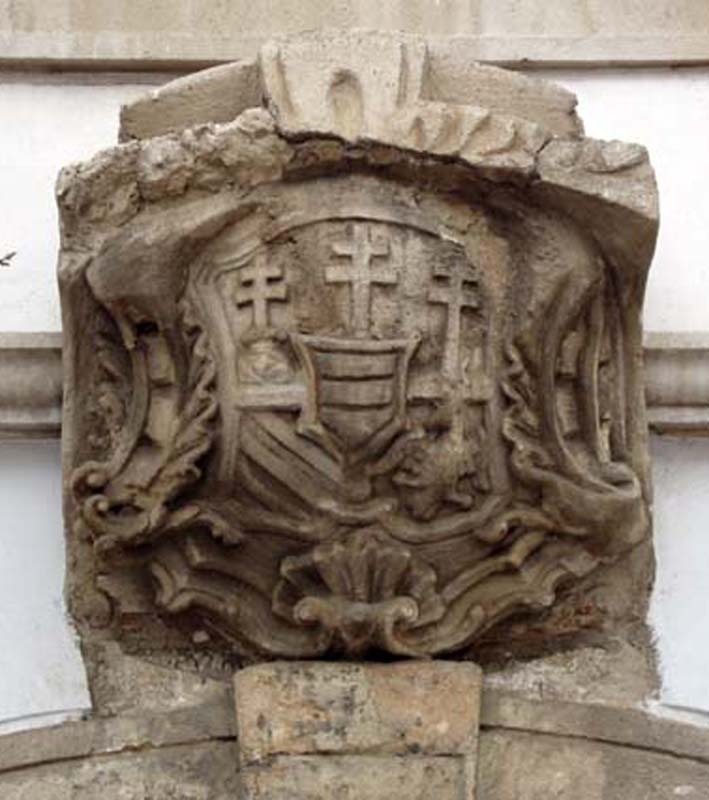

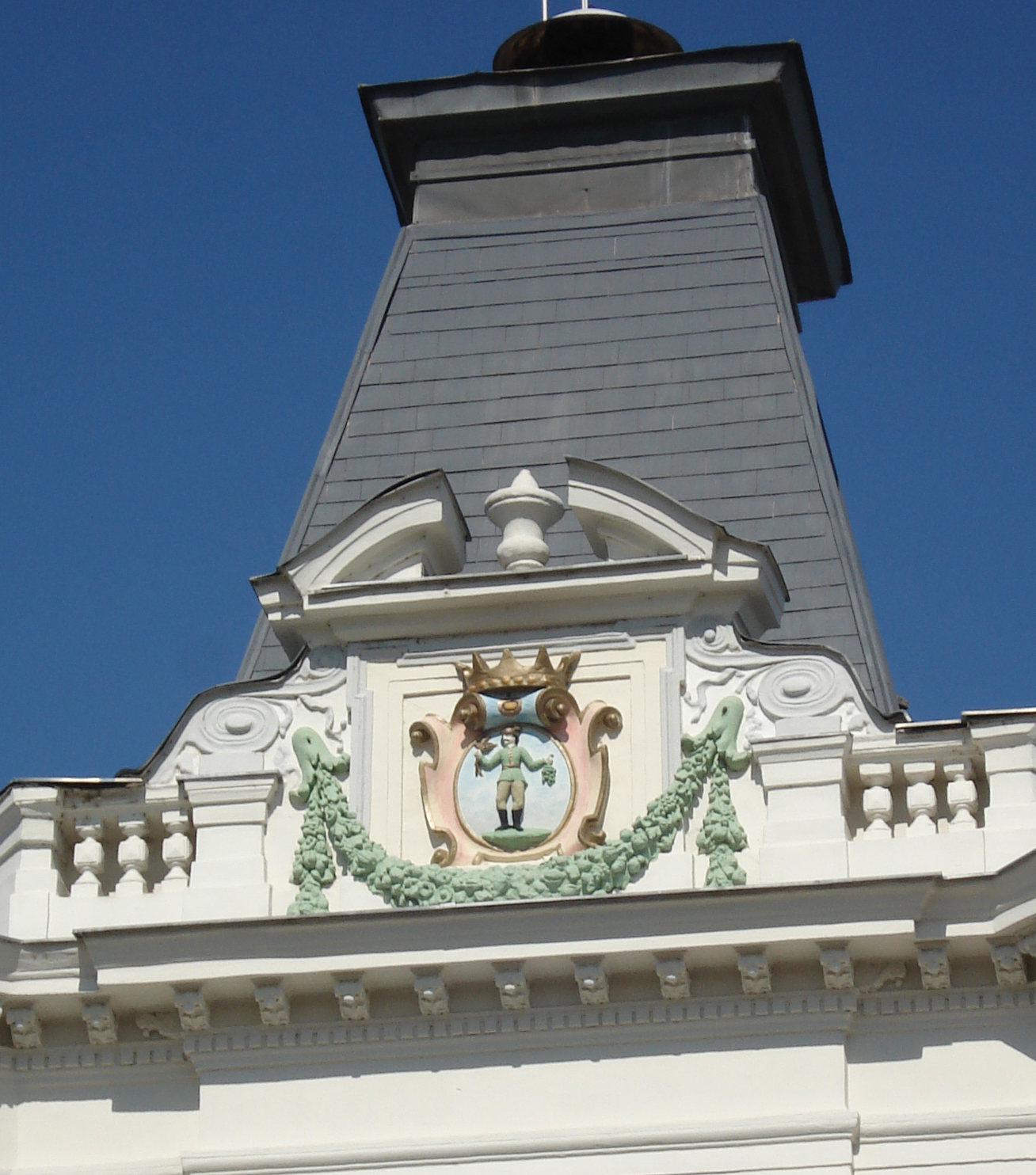

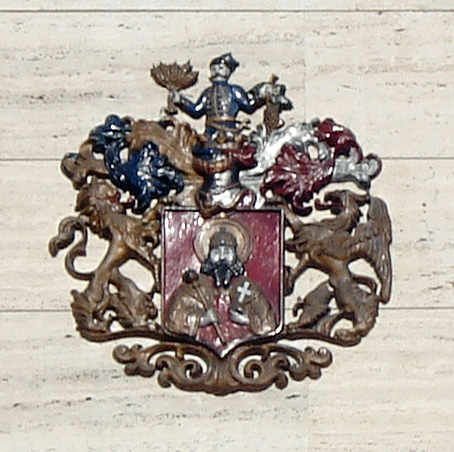

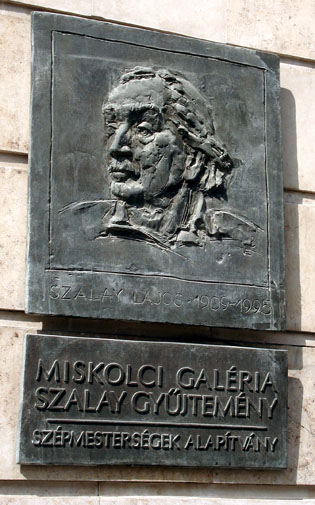

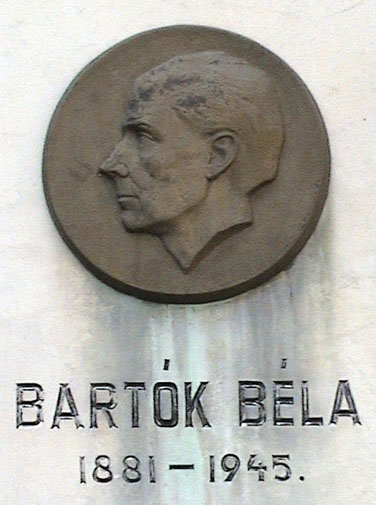

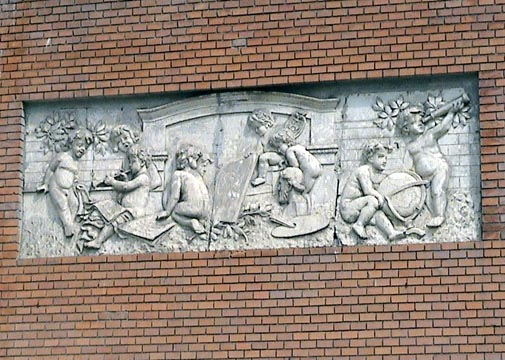

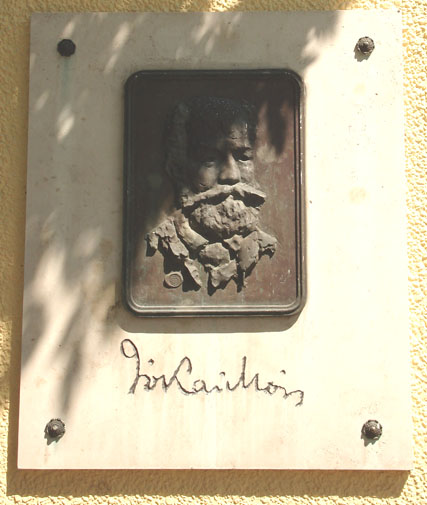

| | Kovács Ferenc: Táncolók A márvány dombormű a Miskolci Nemzeti Színház középső lépcsősoránál található. | Kovács Ferenc: Táncolók A márvány dombormű a Miskolci Nemzeti Színház középső lépcsősoránál található. | | Laborfalvi Róza – Jókai Mór emléktábla Az emléktábla a Miskolci Nemzeti Színház Déryné utcai falán található, ezen helyezték el a két bronz domborművet. A márványtábla szövege: „Én a néma betűkkel, feleségem az élő szóval ébresztgettük alvó, tetszhalott nemzetünket”. A Miskolcon született színésznő, Laborfalvi Róza (Benke Judit: 1817–1886) és Jókai Mór író (1825–1904), a város díszpolgára tiszteletére állíttatta a Magyar Irodalomtörténeti Társaság megyei tagozata és Miskolc város közönsége, 1999. | Laborfalvi Róza – Jókai Mór emléktábla Az emléktábla a Miskolci Nemzeti Színház Déryné utcai falán található, ezen helyezték el a két bronz domborművet. A márványtábla szövege: „Én a néma betűkkel, feleségem az élő szóval ébresztgettük alvó, tetszhalott nemzetünket”. A Miskolcon született színésznő, Laborfalvi Róza (Benke Judit: 1817–1886) és Jókai Mór író (1825–1904), a város díszpolgára tiszteletére állíttatta a Magyar Irodalomtörténeti Társaság megyei tagozata és Miskolc város közönsége, 1999. |
| Kiss Kovács Gyula: Jubileumi dombormű A dombormű a Színháztörténeti és Színészmúzeumban látható.                                                      | Kiss Kovács Gyula: Jubileumi dombormű A dombormű a Színháztörténeti és Színészmúzeumban látható. | | Fürtös György: Kerámia épületdíszek. A kedves kerámia díszek a Pannónia szálloda homlokzatát díszítik. | Fürtös György: Kerámia épületdíszek. A kedves kerámia díszek a Pannónia szálloda homlokzatát díszítik. | |

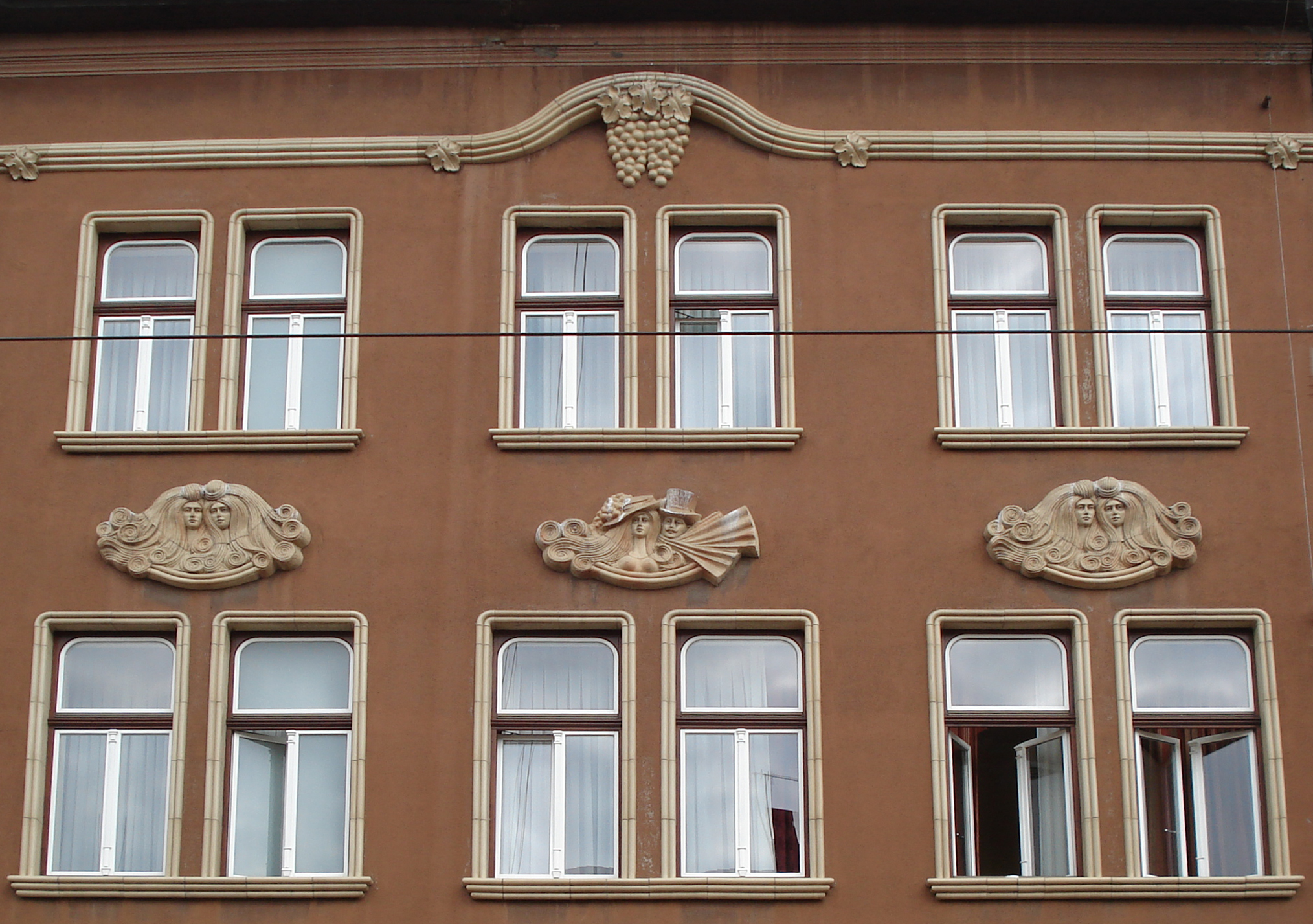

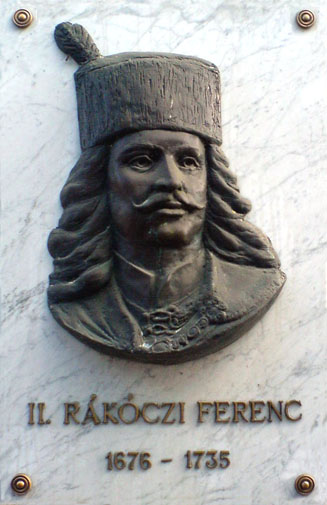

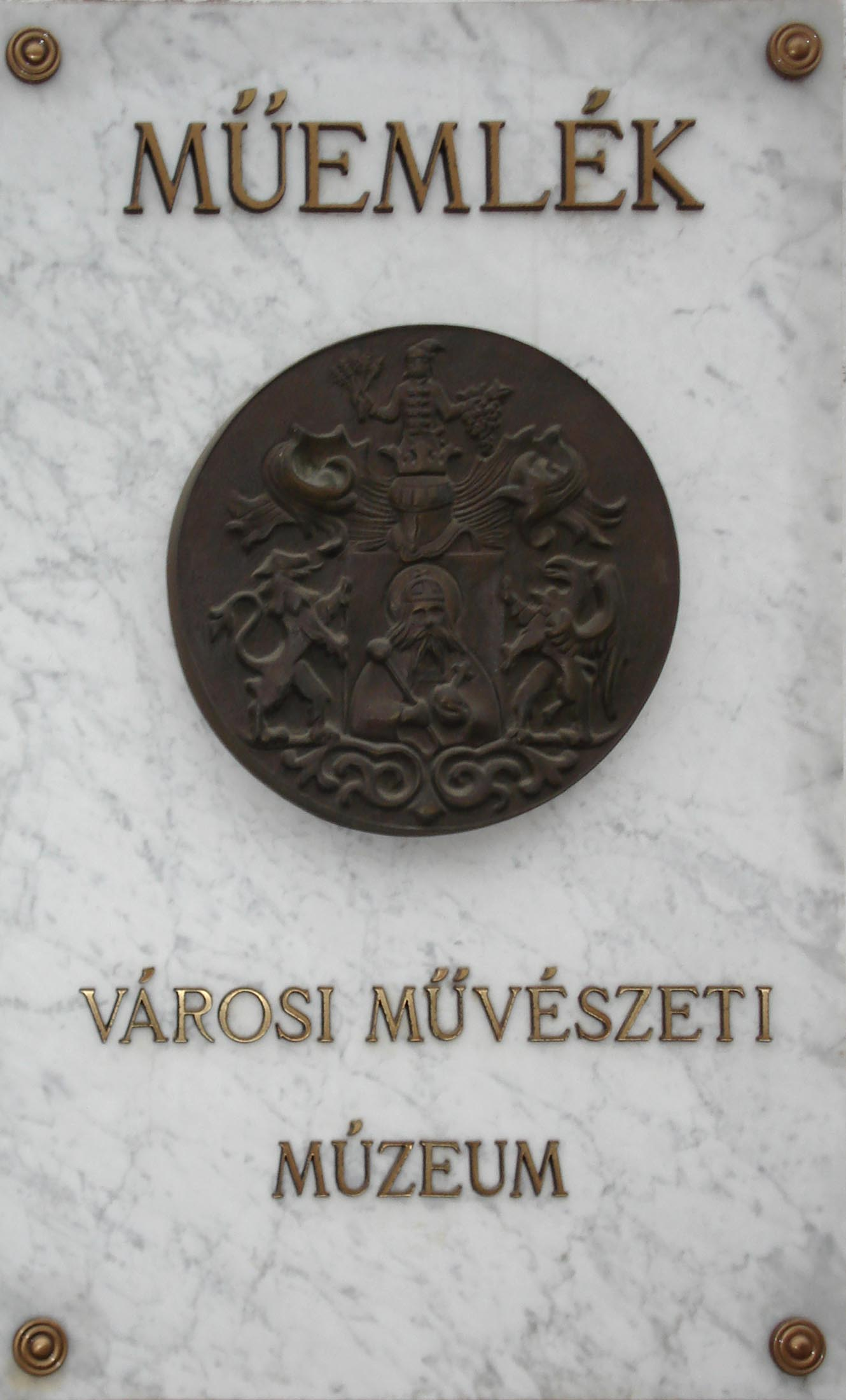

| | Jószay Zsolt: II. Rákóczi Ferenc A bronz domborműt márványlapra applikálták, és a Miskolci Galéria (Dőry-kúria, Rákóczi-ház) Széchenyi utcai homlokzatán, a bejárat mellett található. A Rákóczi-szabadságharc idején többször is ebben a házban szállt meg a vezérlő fejedelem. A bejárat másik oldalán Miskolc város bronzból készült címere látható. | Jószay Zsolt: II. Rákóczi Ferenc A bronz domborműt márványlapra applikálták, és a Miskolci Galéria (Dőry-kúria, Rákóczi-ház) Széchenyi utcai homlokzatán, a bejárat mellett található. A Rákóczi-szabadságharc idején többször is ebben a házban szállt meg a vezérlő fejedelem. A bejárat másik oldalán Miskolc város bronzból készült címere látható. | | Jószay Zsolt: Miskolc város címere A bronz dombormű a Miskolci Galéria (Rákóczi-ház) Széchenyi utcai homlokzatán, a bejárat mellett található. A „Műemlék” felirat az épületre vonatkozik, ami eredetileg Dőry-kúria volt, ez a család építtette 1650 körül. Ez volt Miskolc első emeletes polgárháza („felháza”). | Jószay Zsolt: Miskolc város címere A bronz dombormű a Miskolci Galéria (Rákóczi-ház) Széchenyi utcai homlokzatán, a bejárat mellett található. A „Műemlék” felirat az épületre vonatkozik, ami eredetileg Dőry-kúria volt, ez a család építtette 1650 körül. Ez volt Miskolc első emeletes polgárháza („felháza”). |
| A város pecsétje A kőből faragott történelmi pecsétet a Sötétkapu fölött helyezték el.                                                                | A város pecsétje A kőből faragott történelmi pecsétet a Sötétkapu fölött helyezték el. | | Címer A nagyméretű, kőből faragott címer a Miskolci Galéria (egykori Dőry-kúria) bejárata fölött látható. | Címer A nagyméretű, kőből faragott címer a Miskolci Galéria (egykori Dőry-kúria) bejárata fölött látható. | |

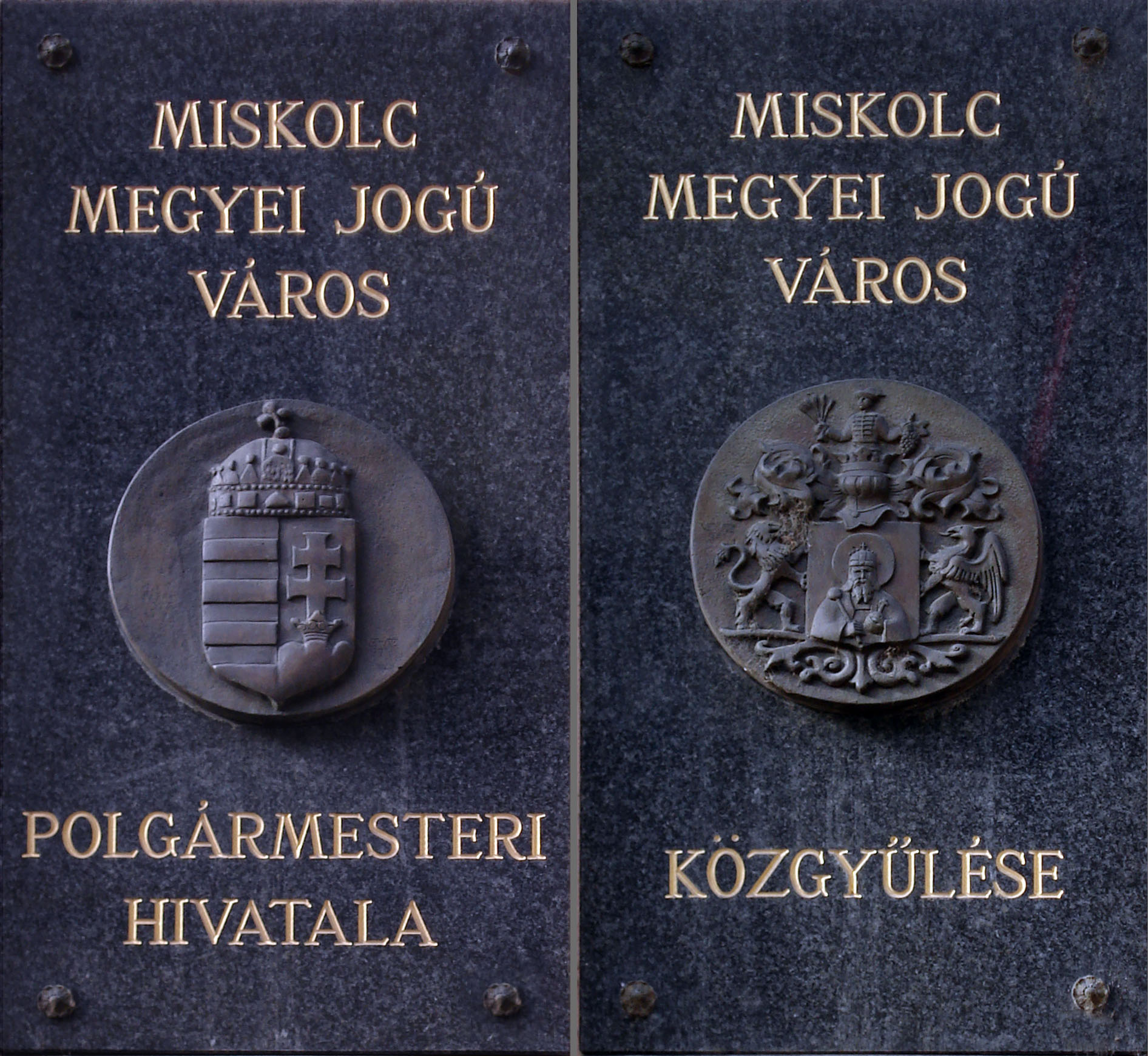

| | Miskolc címere A címer a Városháza saroképületének toronyrészén látható. | Miskolc címere A címer a Városháza saroképületének toronyrészén látható. | | Magyarország és Miskolc címere A bronzból készült, gránitra applikált címerek a Városháza bejáratánál láthatók. | Magyarország és Miskolc címere A bronzból készült, gránitra applikált címerek a Városháza bejáratánál láthatók. |
| Városcímer A kerámiából készült alkotás a Városháza új, Hunyadi utcai épületének a tornyán látható.                                                   | Városcímer A kerámiából készült alkotás a Városháza új, Hunyadi utcai épületének a tornyán látható. | | Varga Éva: Szalay Lajos Az alkotás a Szalay-gyűjteményt bemutató kiállítás épületén (Petró-ház, Hunyadi u. 12., a Zenepalota mellett) látható. Szalay Lajos, a világhírű grafikus, külföldről való hazatérése után Miskolcon telepedett le. Itt halt meg 1995-ben. | Varga Éva: Szalay Lajos Az alkotás a Szalay-gyűjteményt bemutató kiállítás épületén (Petró-ház, Hunyadi u. 12., a Zenepalota mellett) látható. Szalay Lajos, a világhírű grafikus, külföldről való hazatérése után Miskolcon telepedett le. Itt halt meg 1995-ben. | |

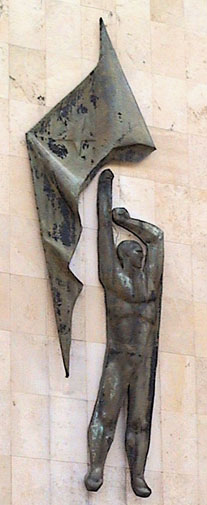

| | Seres János: Bartók Béla A bronz dombormű a Zenepalota homlokzatán látható. Az épületben a zeneszerző nevét viselő oktatási intézmények (Bartók Béla Zeneművészeti Szakgimnázium és a Miskolci Egyetem Bartók Béla Zenetudományi Intézete) működnek. | Seres János: Bartók Béla A bronz dombormű a Zenepalota homlokzatán látható. Az épületben a zeneszerző nevét viselő oktatási intézmények (Bartók Béla Zeneművészeti Szakgimnázium és a Miskolci Egyetem Bartók Béla Zenetudományi Intézete) működnek. | | Segesdi György: Zászlót tartó férfi A vörösrézlemez domborművet 1963-ban helyezték el a Petőfi utca 1. szám alatti épület homlokzatán. 2015. május 19-én eltávolították. | Segesdi György: Zászlót tartó férfi A vörösrézlemez domborművet 1963-ban helyezték el a Petőfi utca 1. szám alatti épület homlokzatán. 2015. május 19-én eltávolították. |

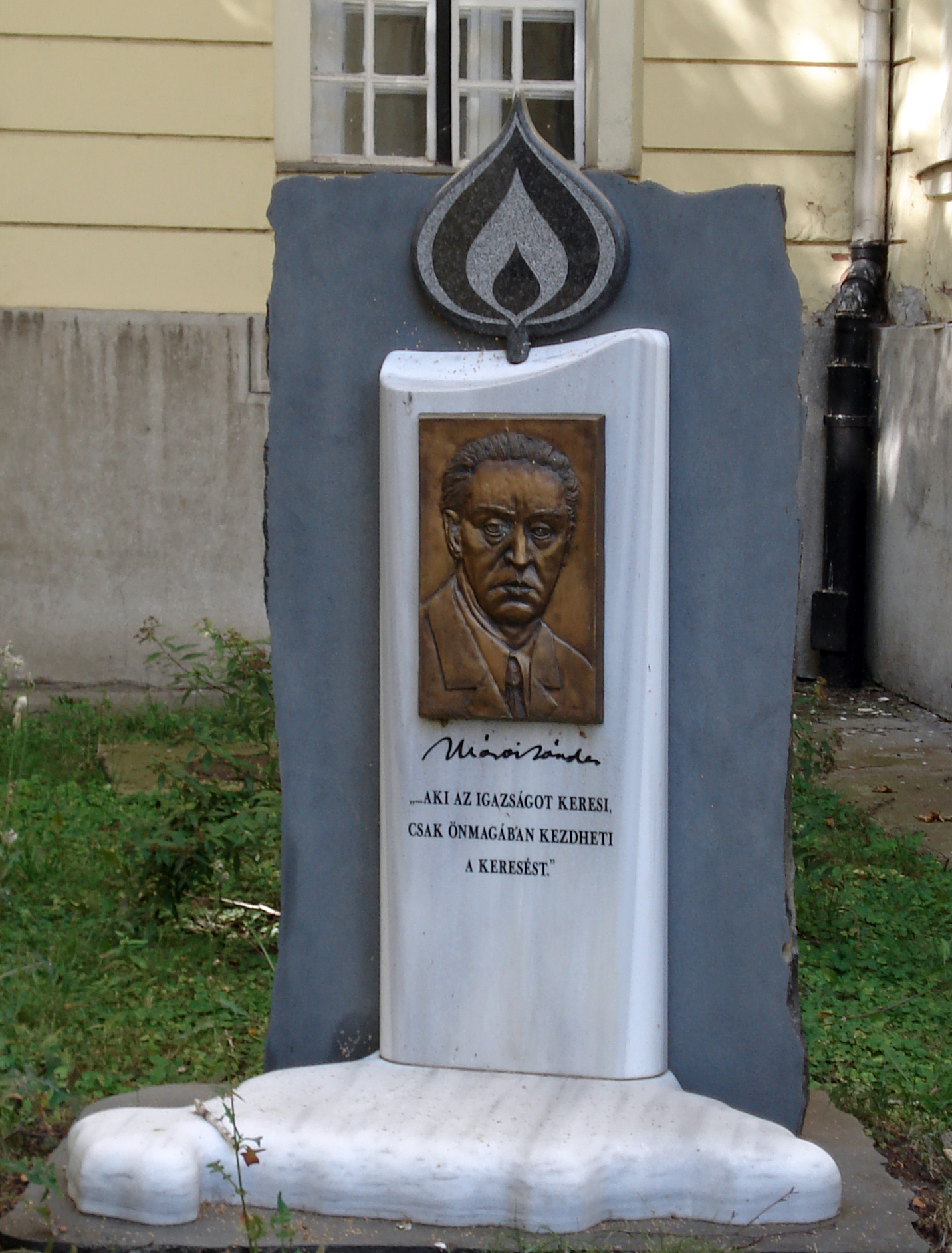

| Ekker Sándor: Márai Sándor emlékműve A gyertyát formázó márvány alapon lévő dombormű a Megyeháza udvarán tekinthető meg.                              | Ekker Sándor: Márai Sándor emlékműve A gyertyát formázó márvány alapon lévő dombormű a Megyeháza udvarán tekinthető meg. | | Ekker Sándor: Wass Albert dombormű A sziklán elhelyezett dombormű a Megyeháza udvarán található. | Ekker Sándor: Wass Albert dombormű A sziklán elhelyezett dombormű a Megyeháza udvarán található. | |

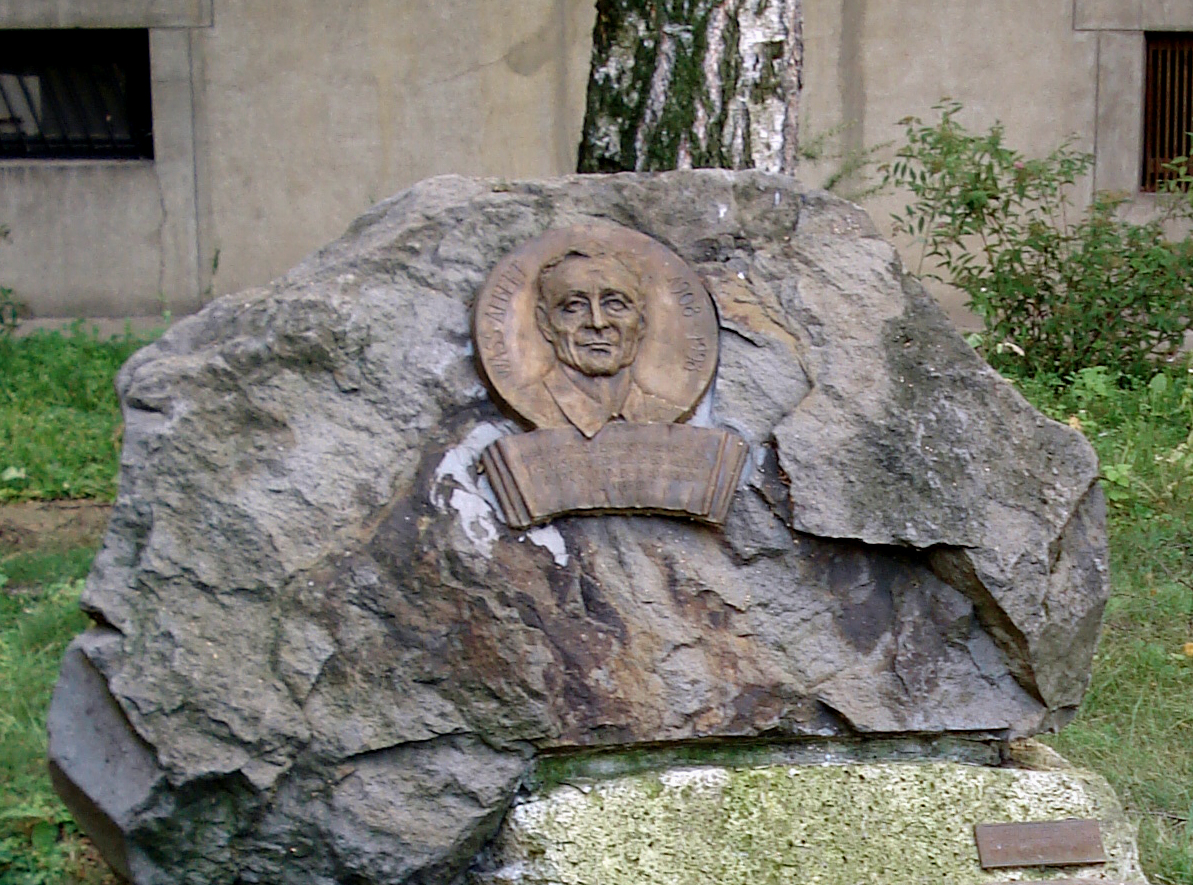

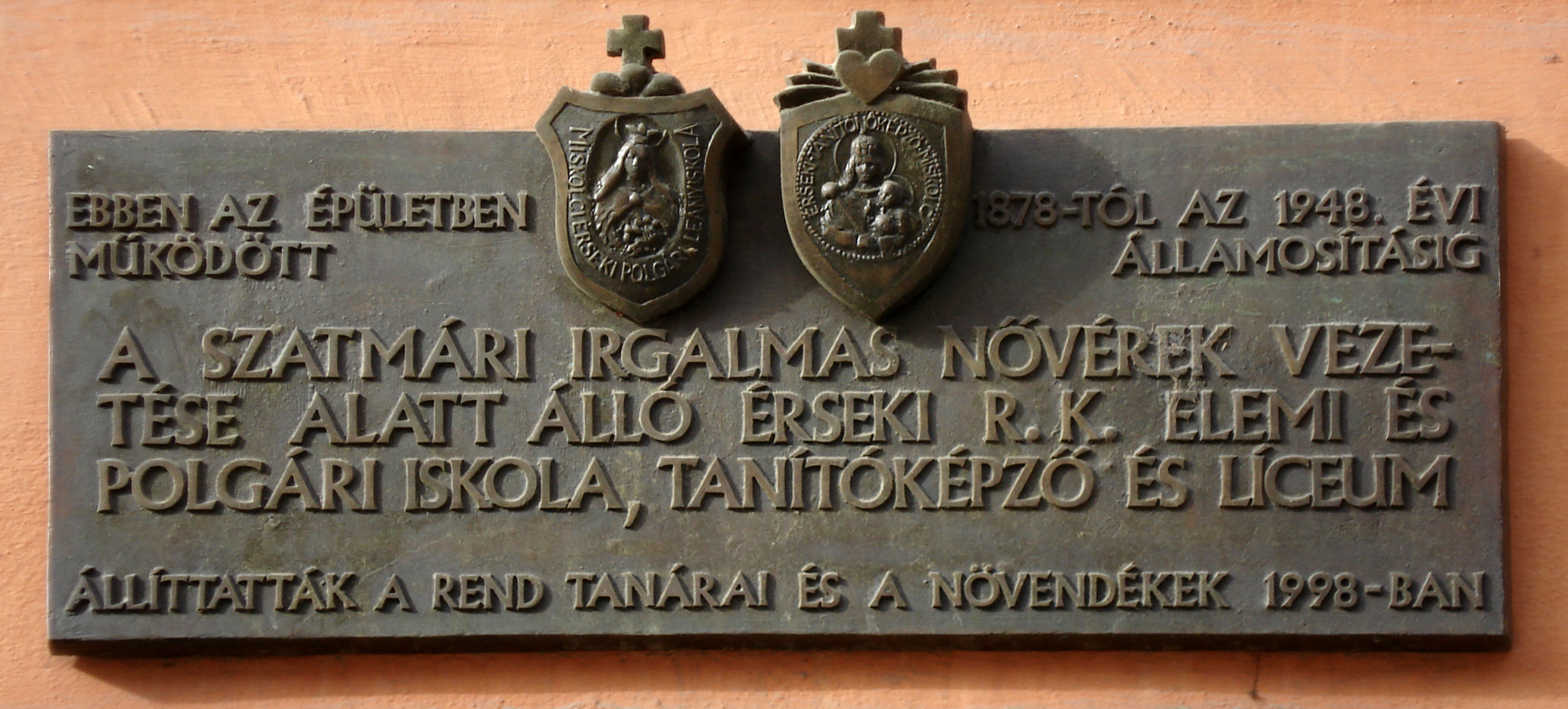

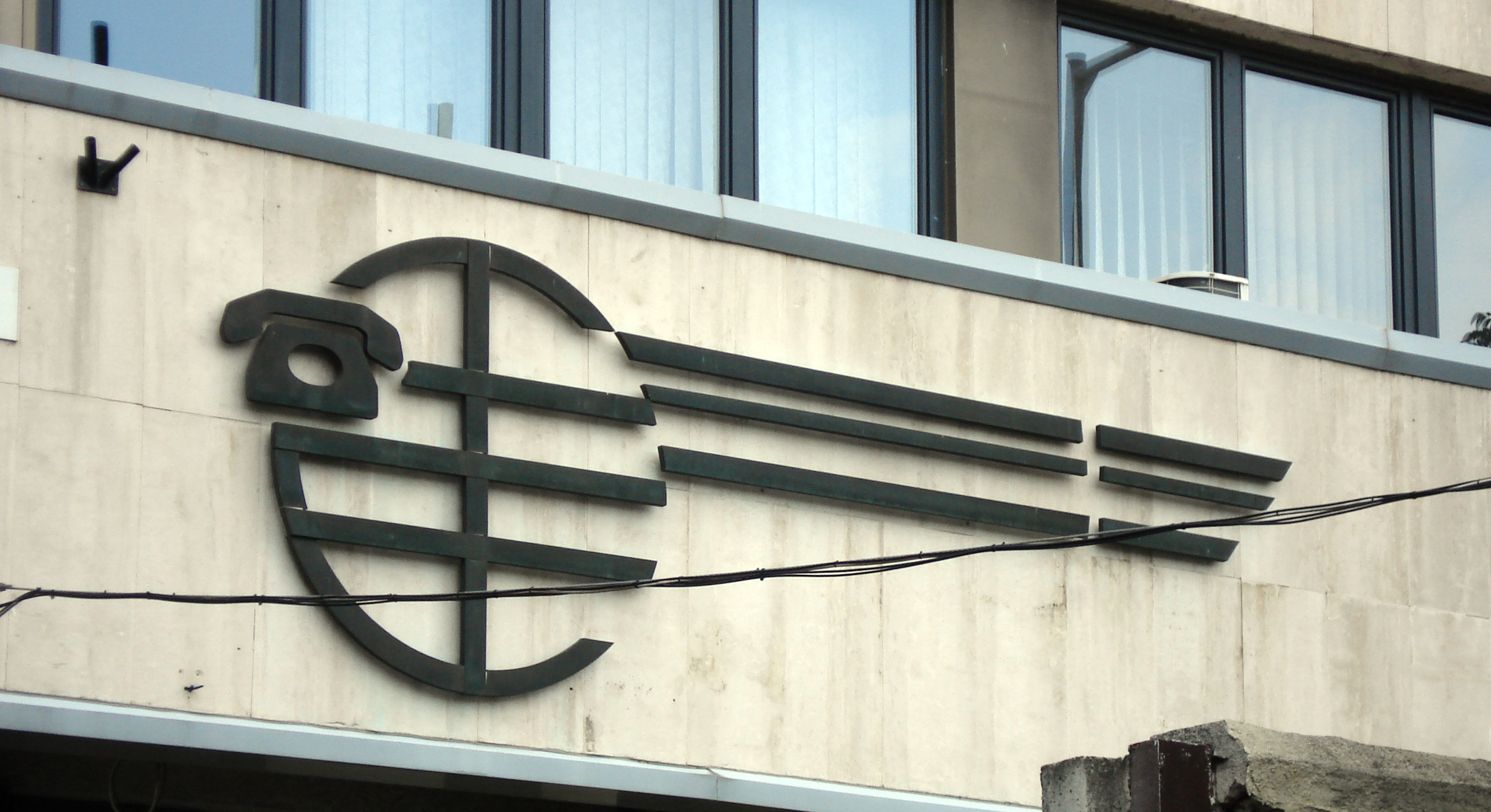

| | A Zárdakápolna emléktáblája A domborművekkel díszített emléktábla a Zárdakápolna homlokzatán található. | A Zárdakápolna emléktáblája A domborművekkel díszített emléktábla a Zárdakápolna homlokzatán található. | | Pető János: Távközlési kompozíció A rézlemezből készült alkotás Távközlési Igazgatóság Régiposta utcai épületén látható. | Pető János: Távközlési kompozíció A rézlemezből készült alkotás Távközlési Igazgatóság Régiposta utcai épületén látható. |

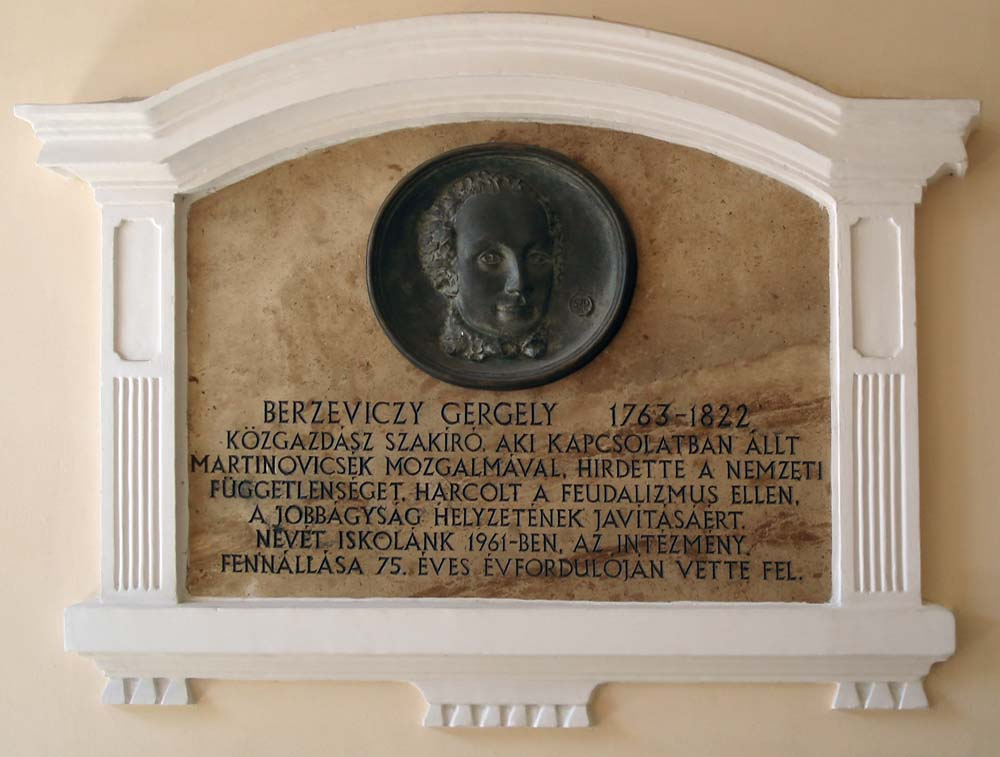

| Szanyi Péter: Berzeviczy Gergely A dombormű a Berzeviczy Gergely Kereskedelmi és Vendéglátóipari Szakközépiskola bejárati lépcsőjénél helyezkedik el. | Szanyi Péter: Berzeviczy Gergely A dombormű a Berzeviczy Gergely Kereskedelmi és Vendéglátóipari Szakközépiskola bejárati lépcsőjénél helyezkedik el. | | Varga Miklós: Gálffy Ignác Az alkotás Berzeviczy Gergely Szakközépiskolában látható, szemben a Berzeviczy Gergelyt ábrázoló domborműves emléktáblával. | Varga Miklós: Gálffy Ignác Az alkotás Berzeviczy Gergely Szakközépiskolában látható, szemben a Berzeviczy Gergelyt ábrázoló domborműves emléktáblával. | |

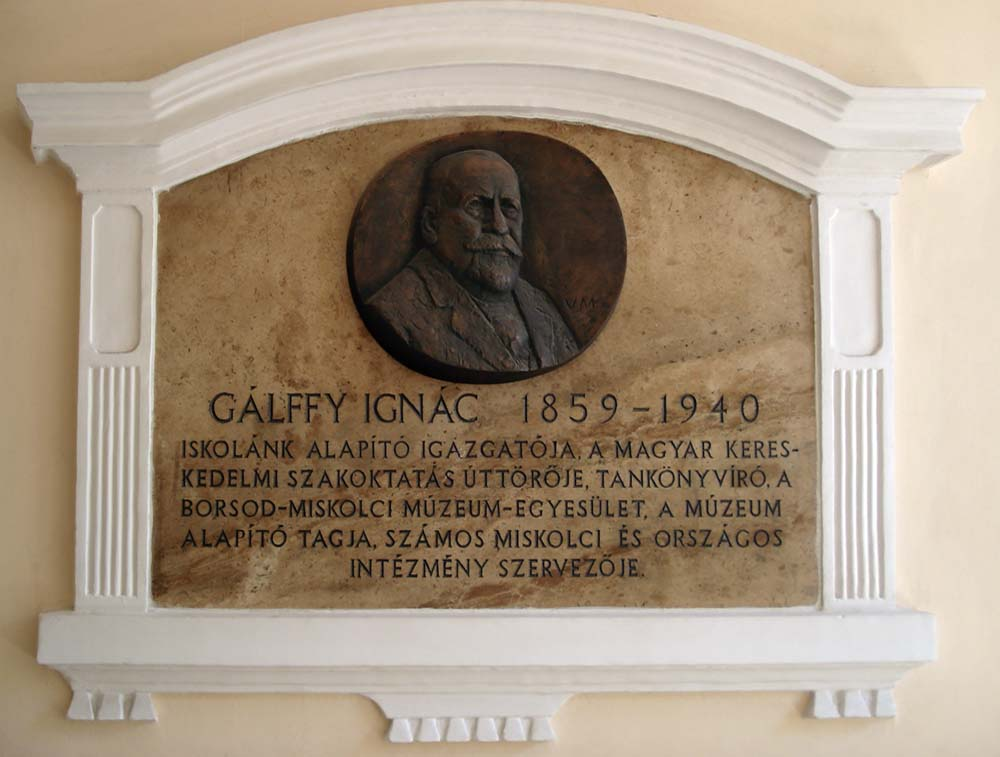

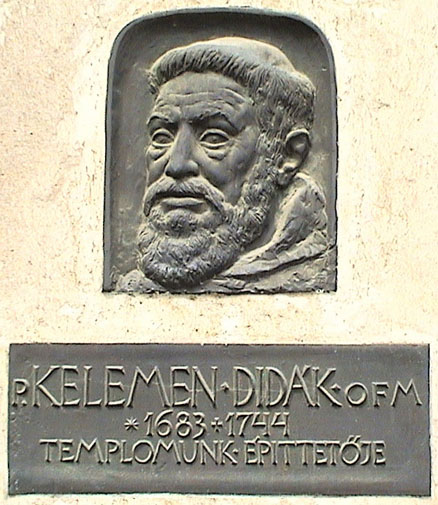

| | Tóth Sándor: Kelemen Didák A Minorita templom bejárata mellett lévő dombormű Páter Kelemen Didák (1683–1744), a Nagyboldogasszony templom, rendház és iskola építőjének, a Minorita rend magyarországi tartománya főnökének állít emléket. A bronzreliefet 1988-ban avatták fel.                                                                        | Tóth Sándor: Kelemen Didák A Minorita templom bejárata mellett lévő dombormű Páter Kelemen Didák (1683–1744), a Nagyboldogasszony templom, rendház és iskola építőjének, a Minorita rend magyarországi tartománya főnökének állít emléket. A bronzreliefet 1988-ban avatták fel.                                                                        | | Bronz emléktábla A Földes Ferenc Gimnázium homlokzatán található. A dombormű felirata: „Az iskola fennállásának 425. évében”. | Bronz emléktábla A Földes Ferenc Gimnázium homlokzatán található. A dombormű felirata: „Az iskola fennállásának 425. évében”. |

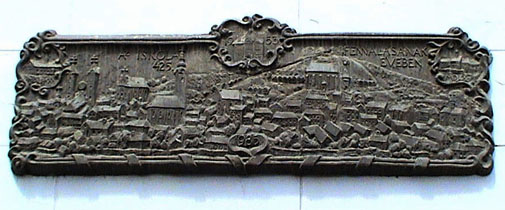

| Kun József: Allegória 1 A tudományok és a művészetek allegóriáját ábrázoló dombormű a Földes Ferenc Gimnázium homlokzatán látható.                    | Kun József: Allegória 1 A tudományok és a művészetek allegóriáját ábrázoló dombormű a Földes Ferenc Gimnázium homlokzatán látható. | | Kun József: Allegória 2 A dombormű a Földes Ferenc Gimnázium Battyhány utcai (északi) homlokzatán látható. | Kun József: Allegória 2 A dombormű a Földes Ferenc Gimnázium Battyhány utcai (északi) homlokzatán látható. | |

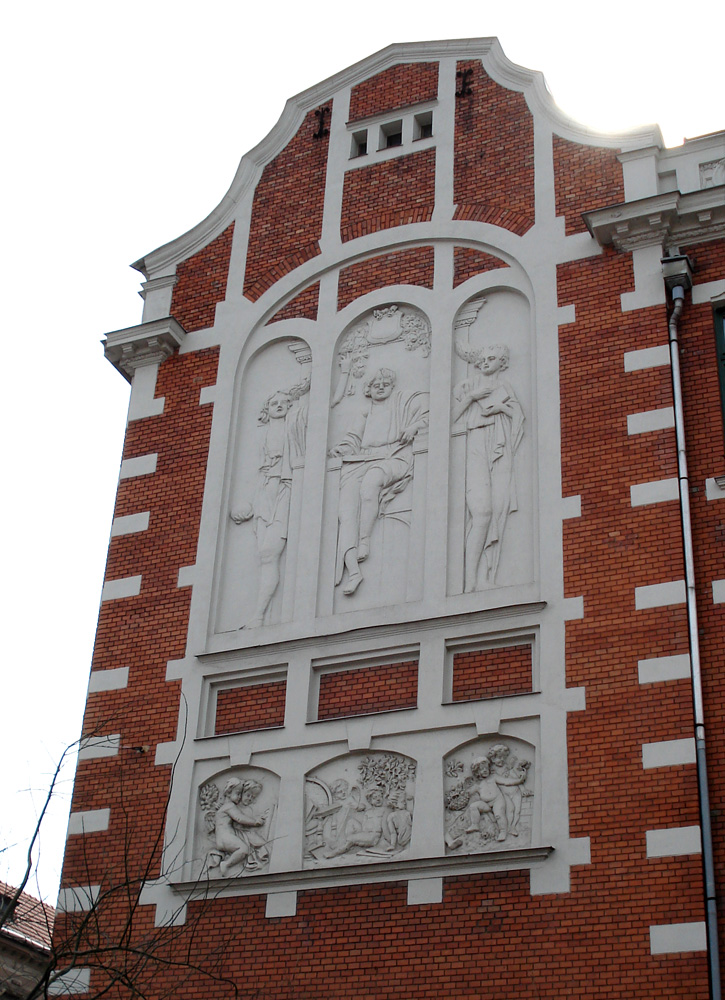

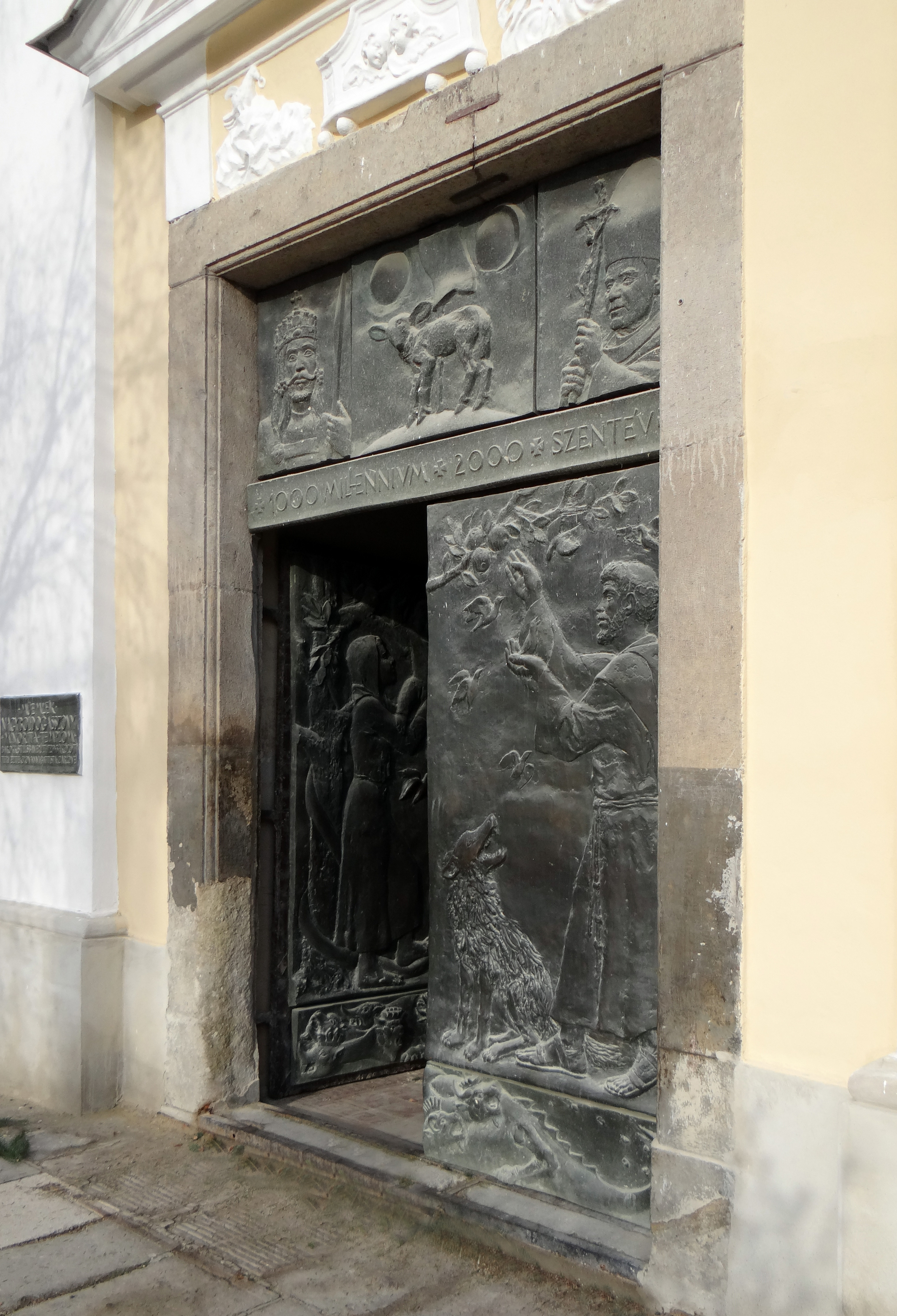

| | Tóth Sándor: Millenniumi kapu A bronz kaput 2000-ben állították helyére, a Minorita templomban. | Tóth Sándor: Millenniumi kapu A bronz kaput 2000-ben állították helyére, a Minorita templomban. | | A tűzoltóság domborműve A dombormű a Tűzoltóság Dózsa György úti épületének homlokzatán található. | A tűzoltóság domborműve A dombormű a Tűzoltóság Dózsa György úti épületének homlokzatán található. |

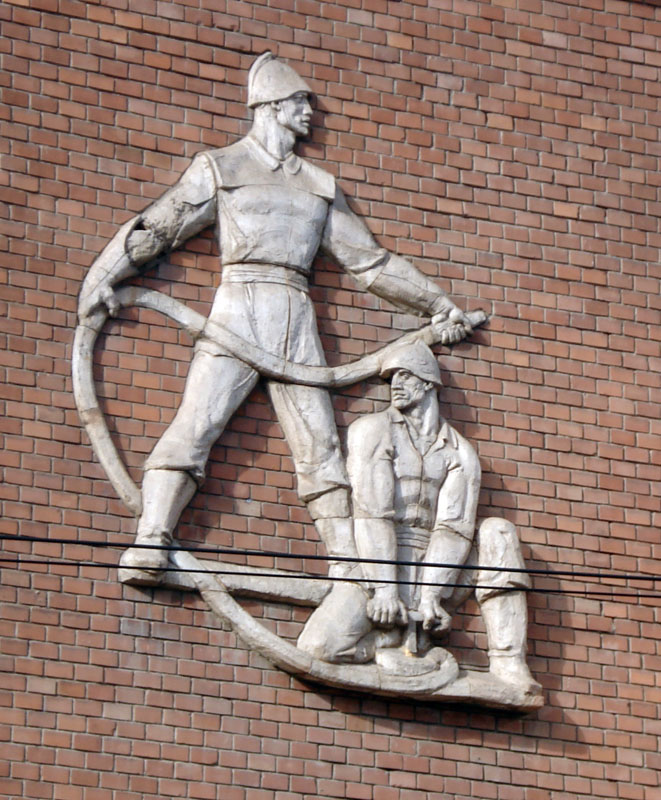

| Szanyi Péter: Jókai Mór Az alkotás a Jókai Mór Általános Iskola homlokzatán (Pallos u. 1.) látható.                                                   | Szanyi Péter: Jókai Mór Az alkotás a Jókai Mór Általános Iskola homlokzatán (Pallos u. 1.) látható. | | Mónus Béla: Jókai Mór A fa domborművet a Fábián-malom déli homlokzatán helyezték el. | Mónus Béla: Jókai Mór A fa domborművet a Fábián-malom déli homlokzatán helyezték el. | |

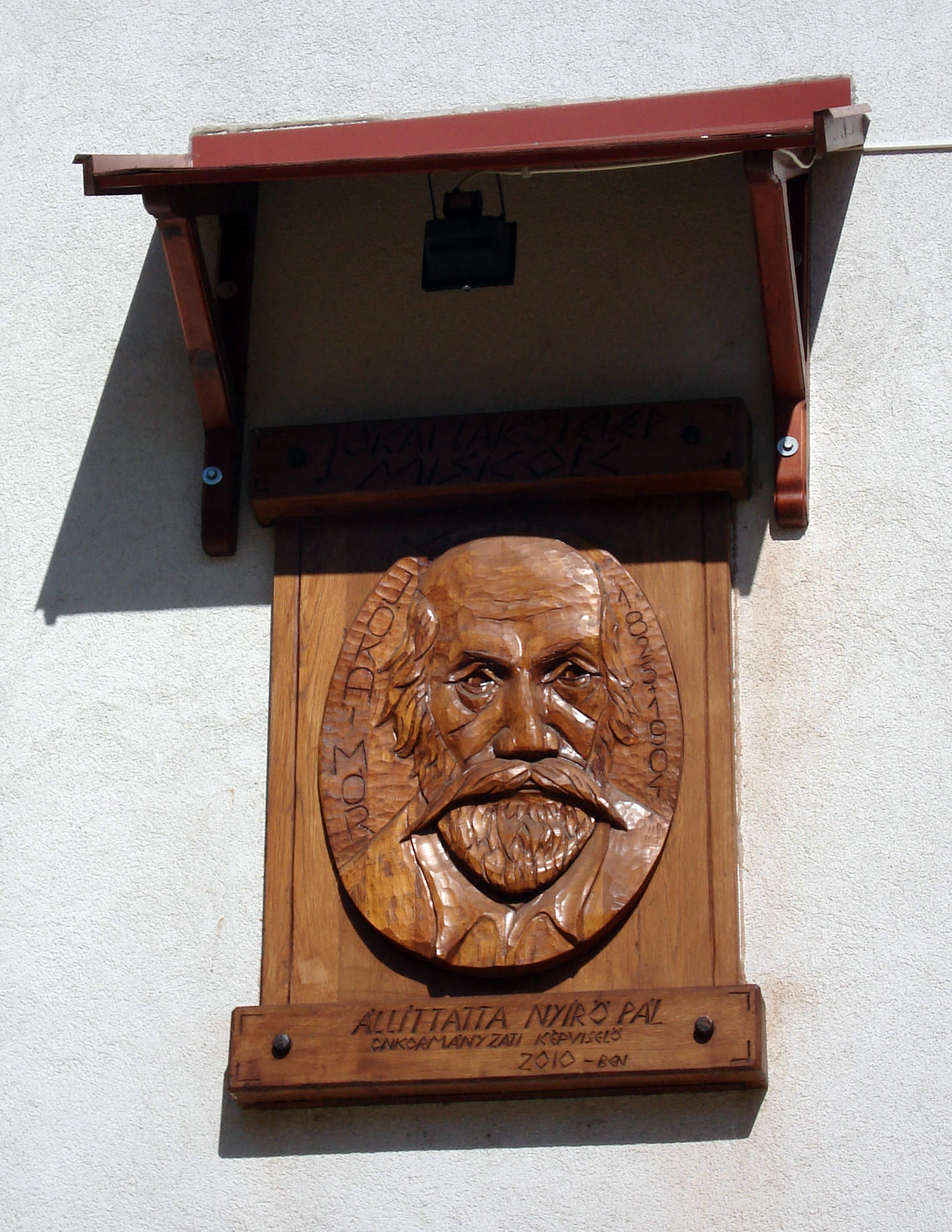

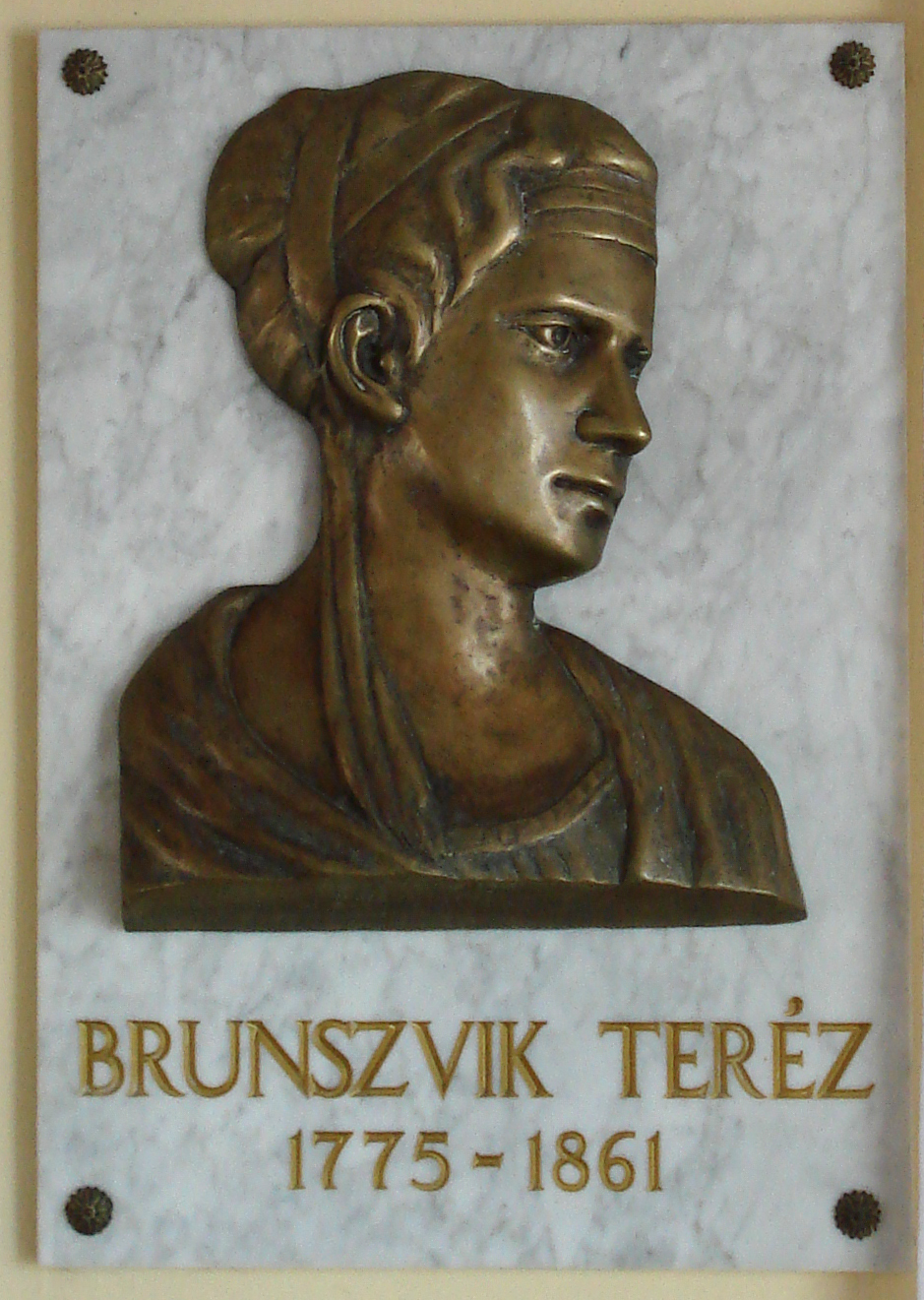

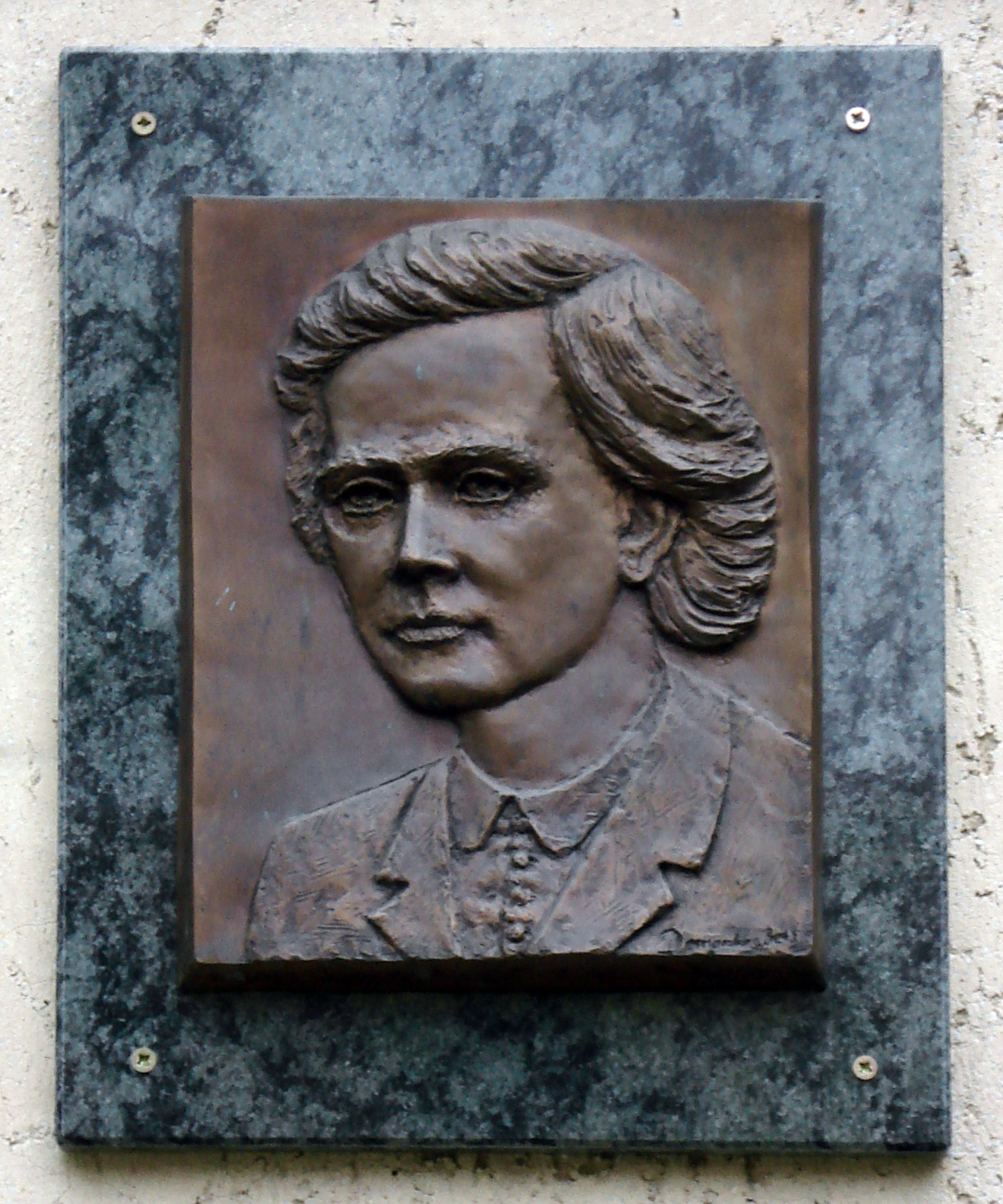

| | Jószay Zsolt: Brunszvik Teréz A bronz alkotás a Mátyás király úti óvoda előterében található. | Jószay Zsolt: Brunszvik Teréz A bronz alkotás a Mátyás király úti óvoda előterében található. | | Domonkos Béla: Tóth Ilona A bronz dombormű a megyei kórház orvosszállója bejáratánál látható. | Domonkos Béla: Tóth Ilona A bronz dombormű a megyei kórház orvosszállója bejáratánál látható. |

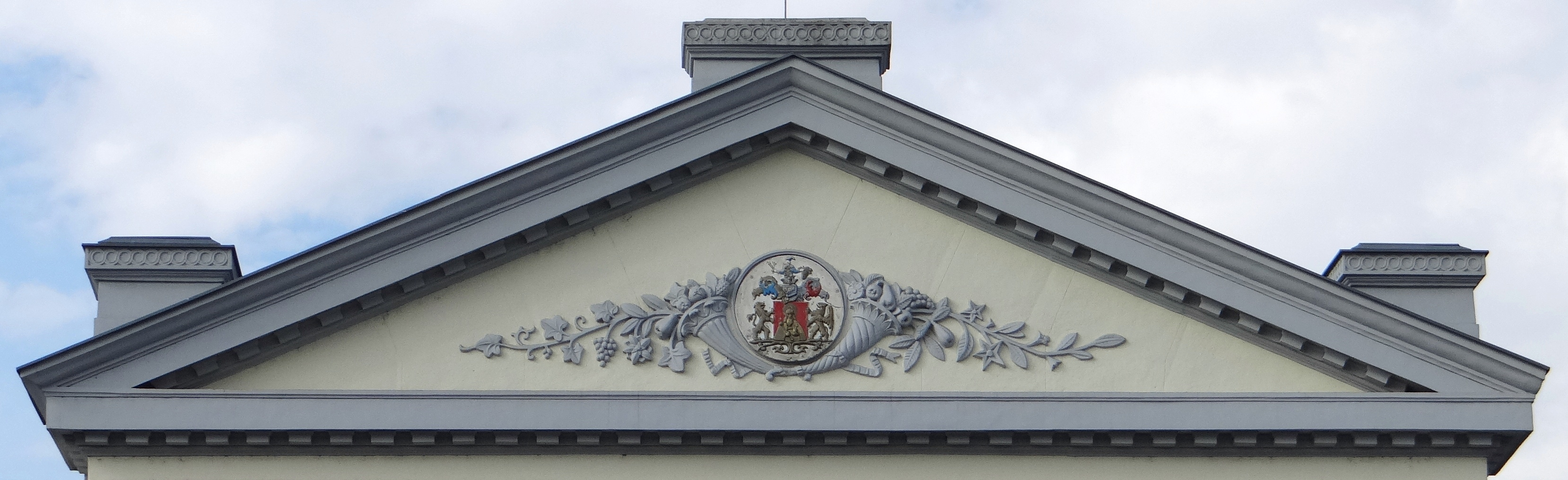

| Falikép Vásárcsarnok, Búza tér | Falikép Vásárcsarnok, Búza tér | | Varga Éva: Szentpáli István A BOKIK bejárata, Szentpáli út 1. | Varga Éva: Szentpáli István A BOKIK bejárata, Szentpáli út 1. | |

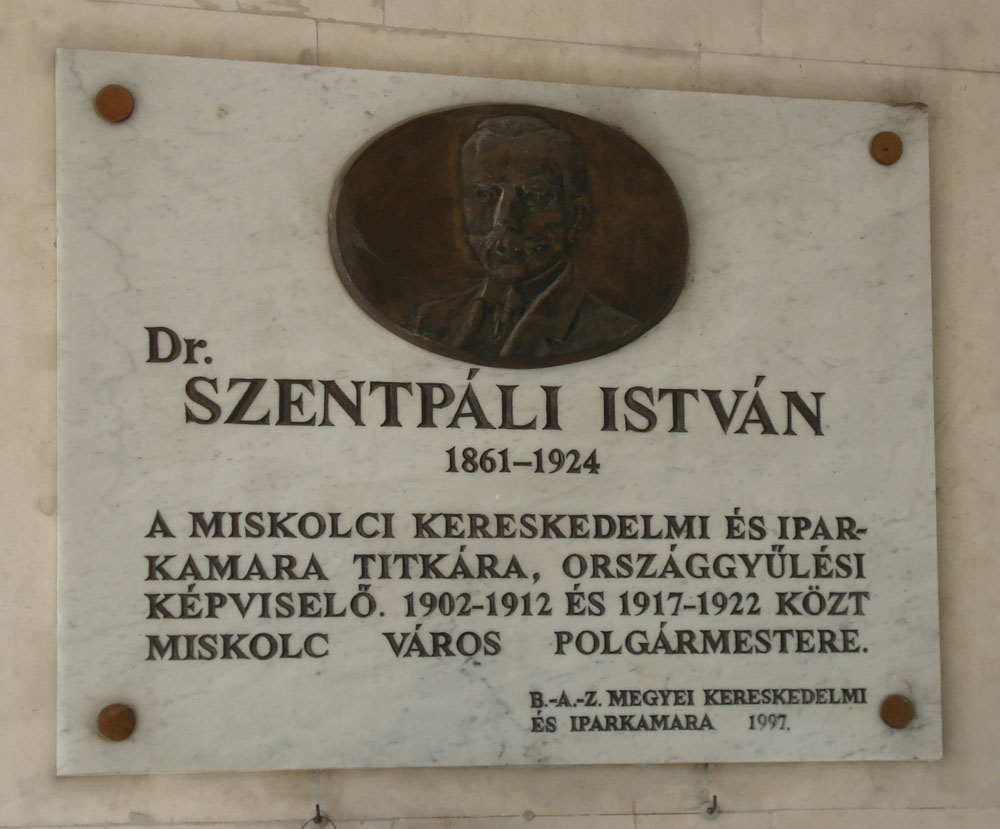

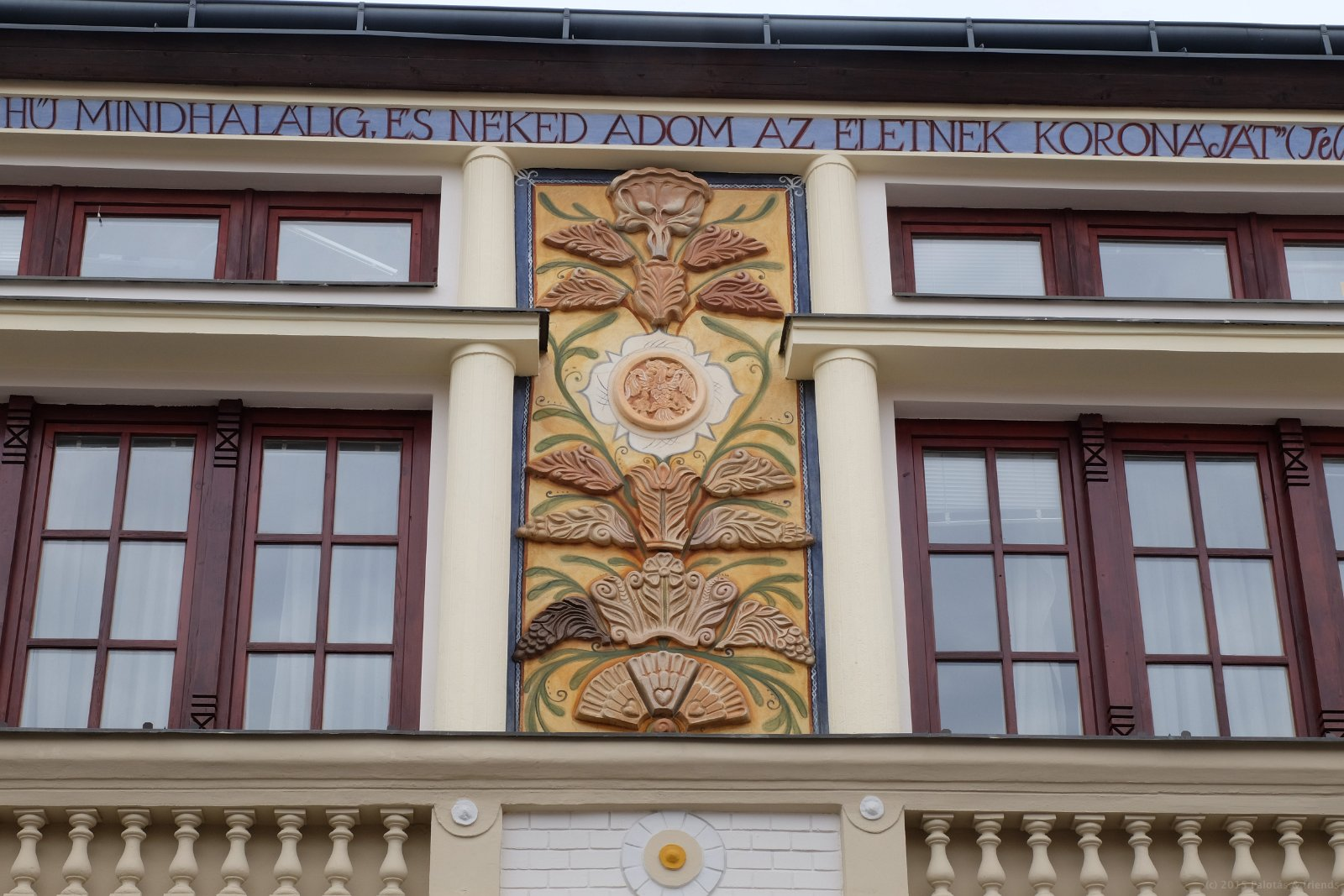

| | Kerámia dombormű Nyilas Misi ház, Kossuth utca 15. | | | | |

## Belváros és dél-délkeleti irány

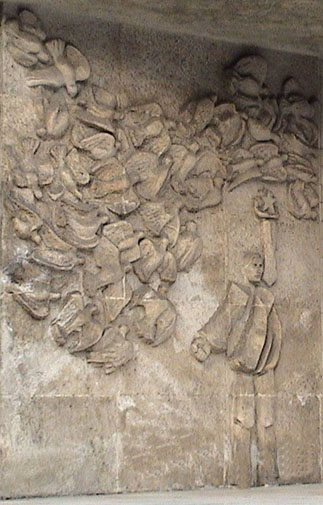

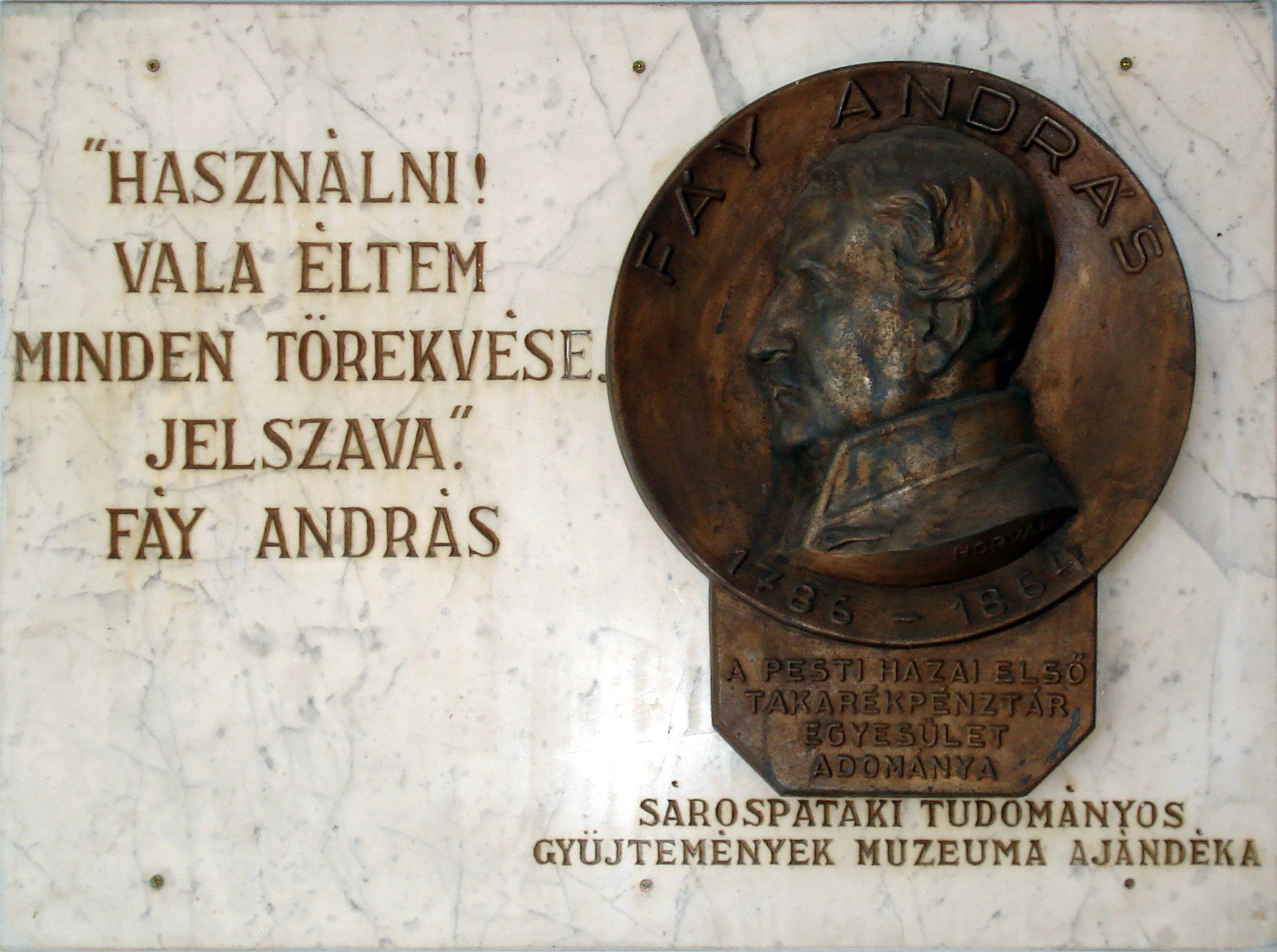

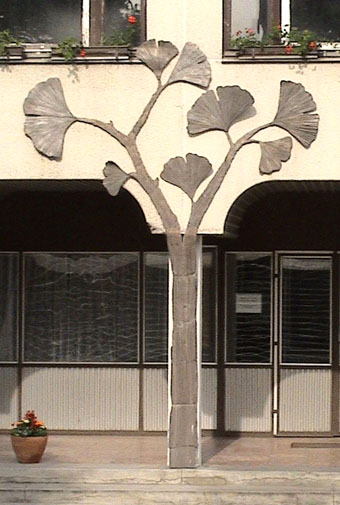

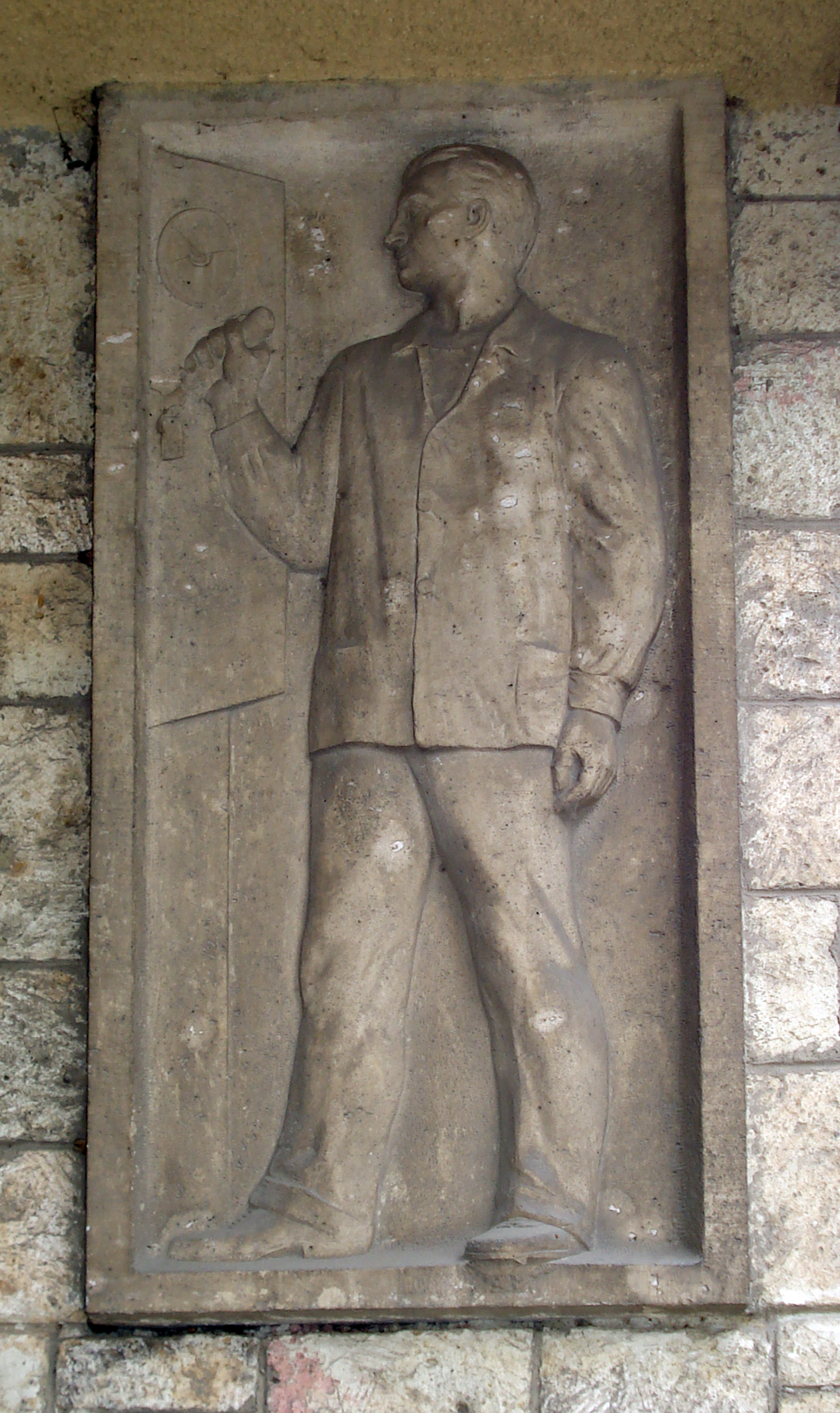

| | Varga Éva: Galambos dombormű A kődombormű az ITC Székház bejáratánál látható. 1978-ban került a helyére. | Varga Éva: Galambos dombormű A kődombormű az ITC Székház bejáratánál látható. 1978-ban került a helyére. | | Varga Éva: Jó tanuló – jó sportoló tábla A kő-bronz tábla a Miskolci Sportcsarnok előterében található. | Varga Éva: Jó tanuló – jó sportoló tábla A kő-bronz tábla a Miskolci Sportcsarnok előterében található. |

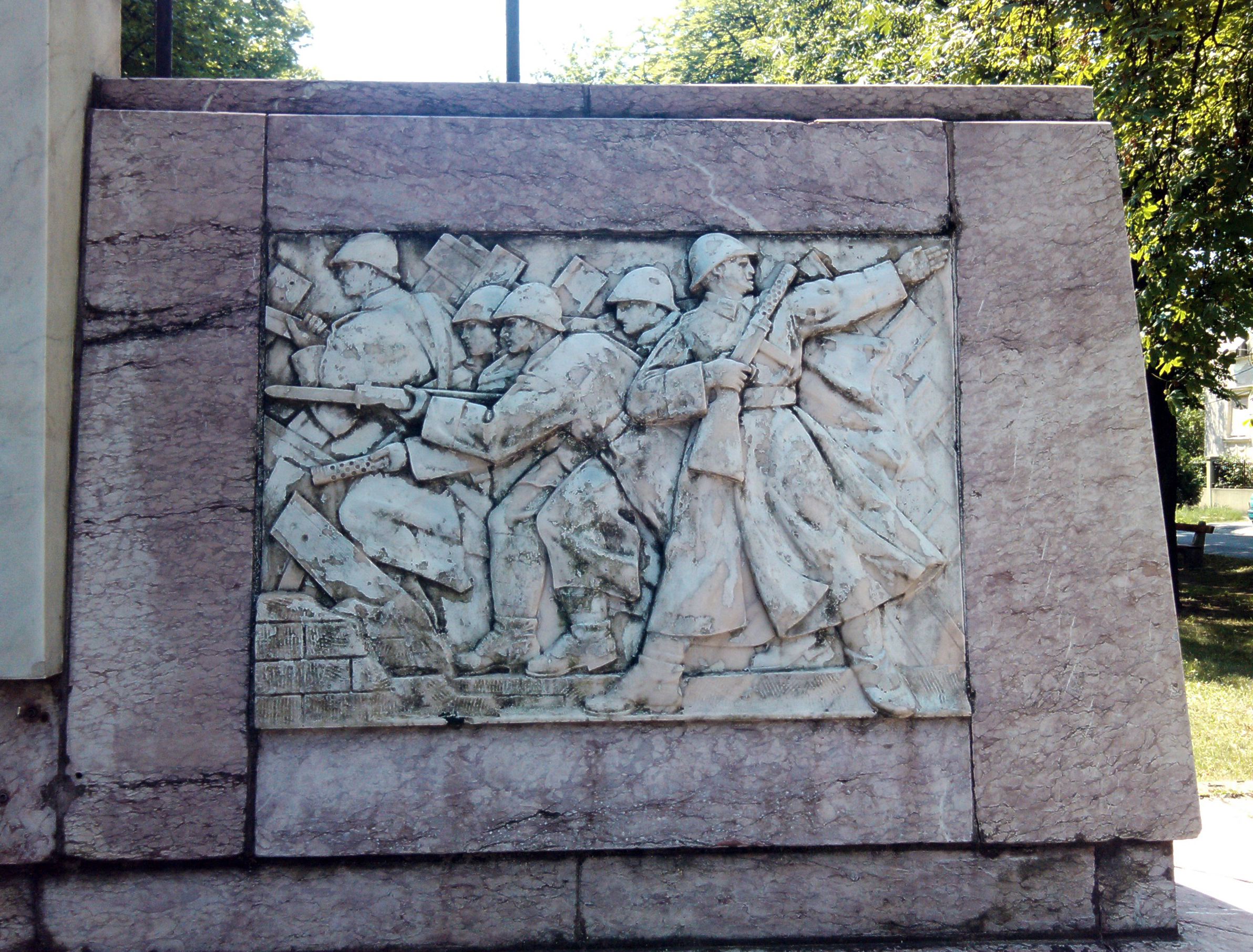

| A román emlékmű domborműve Az emlékmű a Népkert és a Semmelweis kórház között fekvő téren áll. | A román emlékmű domborműve Az emlékmű a Népkert és a Semmelweis kórház között fekvő téren áll. | | Dahlström (Dallstrőm) József: A kálváriastációk domborművei A Kálvária-kápolna és a megmaradt stációk a Herman Ottó Múzeum kiállítóhelye mögötti dombon, az Avas oldalában találhatók. | Dahlström (Dallstrőm) József: A kálváriastációk domborművei A Kálvária-kápolna és a megmaradt stációk a Herman Ottó Múzeum kiállítóhelye mögötti dombon, az Avas oldalában találhatók.                                   | |

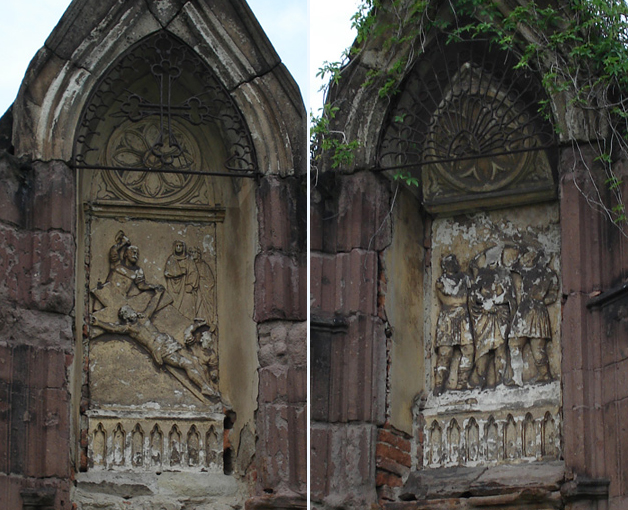

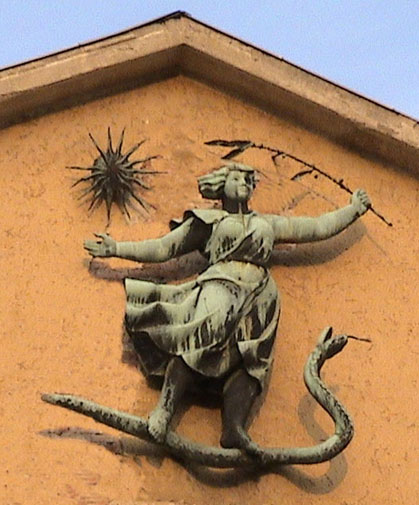

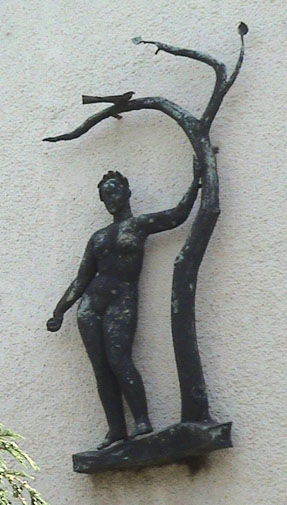

| | Megyeri Barna: Nőalak kígyóval A bronz dombormű a Csabai kapui Rendelőintézet („SZTK”) timpanonjában helyezkedik el. | Megyeri Barna: Nőalak kígyóval A bronz dombormű a Csabai kapui Rendelőintézet („SZTK”) timpanonjában helyezkedik el. | | Medgyessy Ferenc: Nő és fa A Csabai kapu–Petneházy utca sarkán álló épület homlokzatán található meg. | Medgyessy Ferenc: Nő és fa A Csabai kapu–Petneházy utca sarkán álló épület homlokzatán található meg. |
| Máger Ágnes: Ferenczi Sándor A dombormű a Ferenczi Sándor Egészségügyi Szakközépiskola bejáratánál található.                                                                                      | Máger Ágnes: Ferenczi Sándor A dombormű a Ferenczi Sándor Egészségügyi Szakközépiskola bejáratánál található. | | Horvay János: Fáy András A tábla a Fáy András görögkatolikus közgazdasági szakközépiskola bejáratánál, bal oldalon látható.                                                            | Horvay János: Fáy András A tábla a Fáy András görögkatolikus közgazdasági szakközépiskola bejáratánál, bal oldalon látható.                                                                                              | |

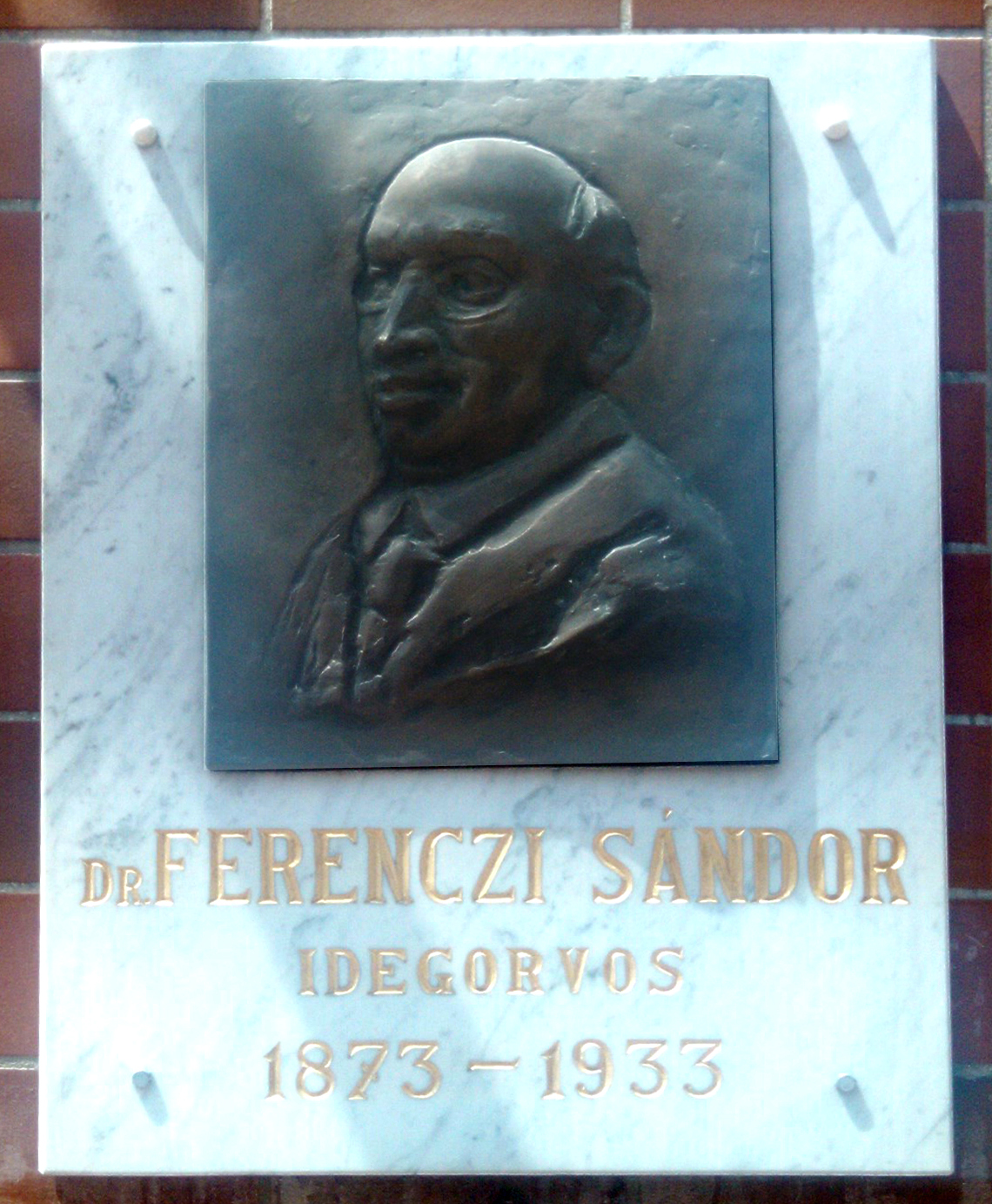

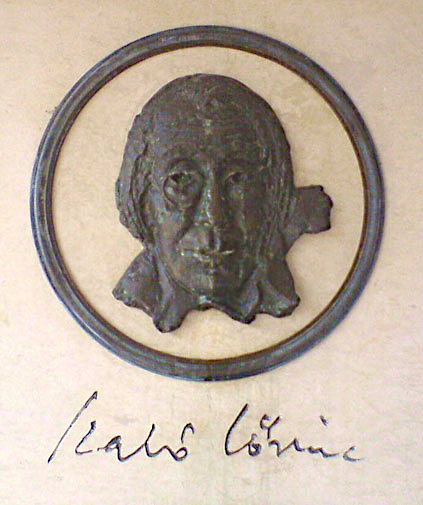

| | Ginkgo fa A dombormű az Avasi Gimnázium bejáratánál látható. | Ginkgo fa A dombormű az Avasi Gimnázium bejáratánál látható. | | Szanyi Péter: Szabó Lőrinc Szabó Lőrinc Miskolcon született. Az iskola, amely a költő egykori szülőháza közelében épült, 1992. március 31-én vette fel a költő nevét. Ekkor avatták fel a domborművet a bejárat mellett. | Szanyi Péter: Szabó Lőrinc Szabó Lőrinc Miskolcon született. Az iskola, amely a költő egykori szülőháza közelében épült, 1992. március 31-én vette fel a költő nevét. Ekkor avatták fel a domborművet a bejárat mellett. |
| Mérnök A Bláthy Ottó szakközépiskola bejáratánál, jobb oldalon látható. | Mérnök A Bláthy Ottó szakközépiskola bejáratánál, jobb oldalon látható. | | Mérnöknő A Bláthy Ottó szakközépiskola bejáratának bal oldalán található. | Mérnöknő A Bláthy Ottó szakközépiskola bejáratának bal oldalán található. | |

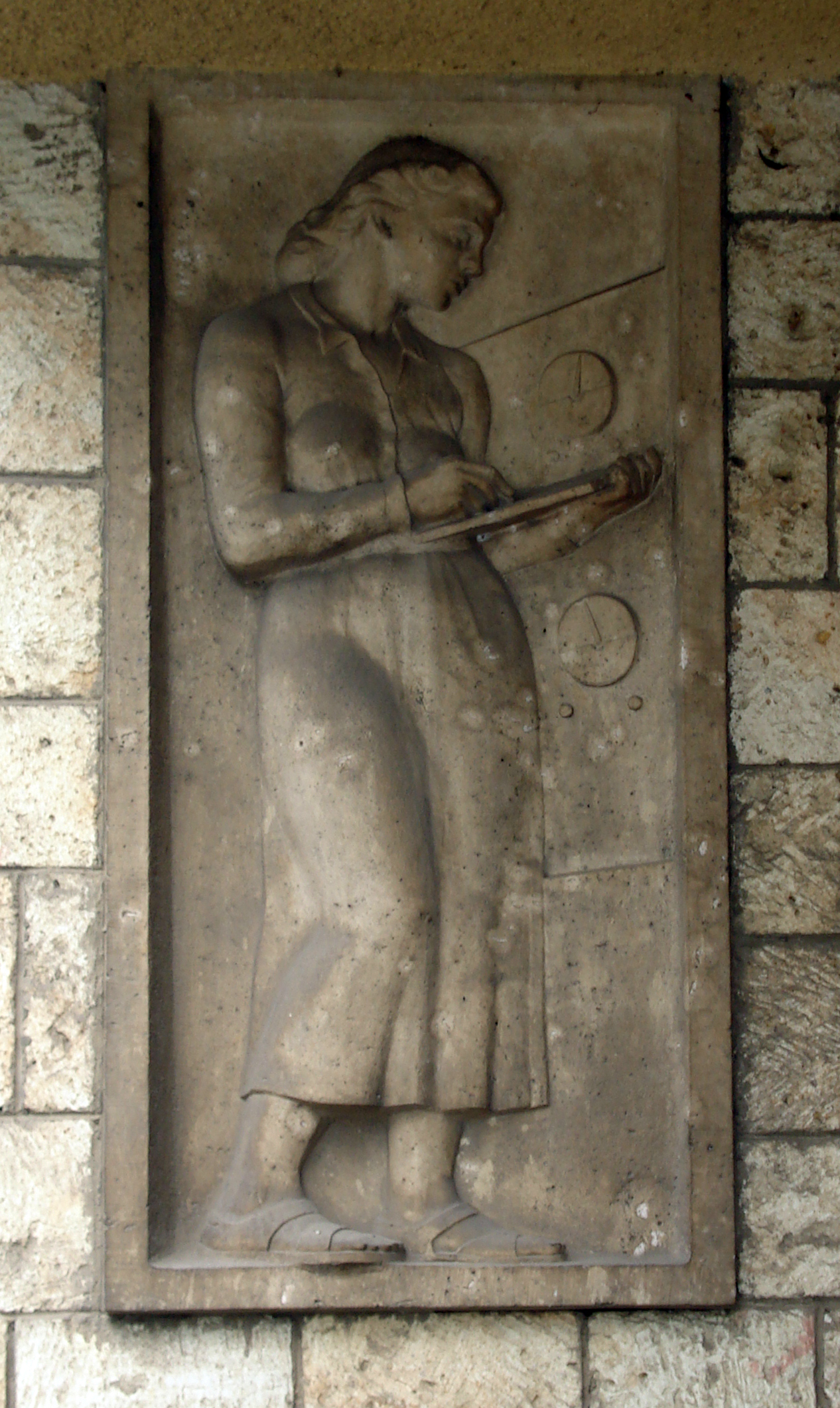

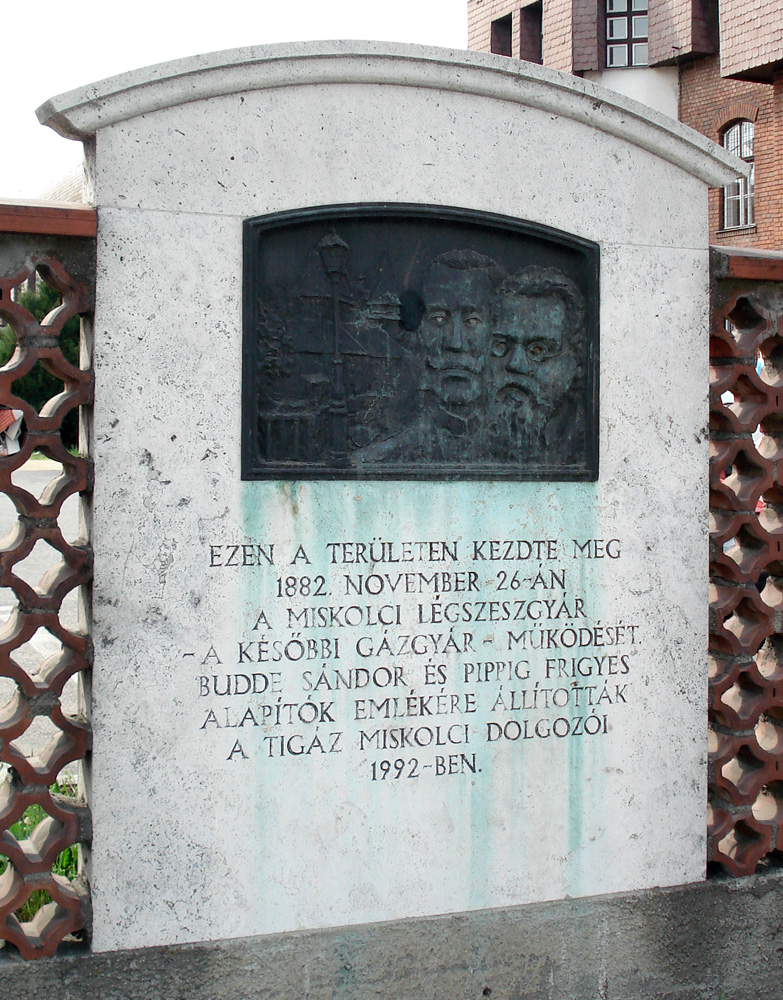

| | Szanyi Péter: Budde Sándor és Pippig Frigyes A két szakember 1882. november 26-án indította el a gázgyártást Miskolcon, a ma már nem létező Légszeszgyárban. A tábla az egykori gyár helyén áll (József Attila u. 20.). | Szanyi Péter: Budde Sándor és Pippig Frigyes A két szakember 1882. november 26-án indította el a gázgyártást Miskolcon, a ma már nem létező Légszeszgyárban. A tábla az egykori gyár helyén áll (József Attila u. 20.). | | Pfaff Ferenc A Magyar Államvasutak főépítészének, aki hazai pályaudvarok sorát – így a Tiszai pályaudvart is – tervezte meg, állít emléket a Tiszai pályaudvar emléktáblája.                                             | Pfaff Ferenc A Magyar Államvasutak főépítészének, aki hazai pályaudvarok sorát – így a Tiszai pályaudvart is – tervezte meg, állít emléket a Tiszai pályaudvar emléktáblája.                                             |

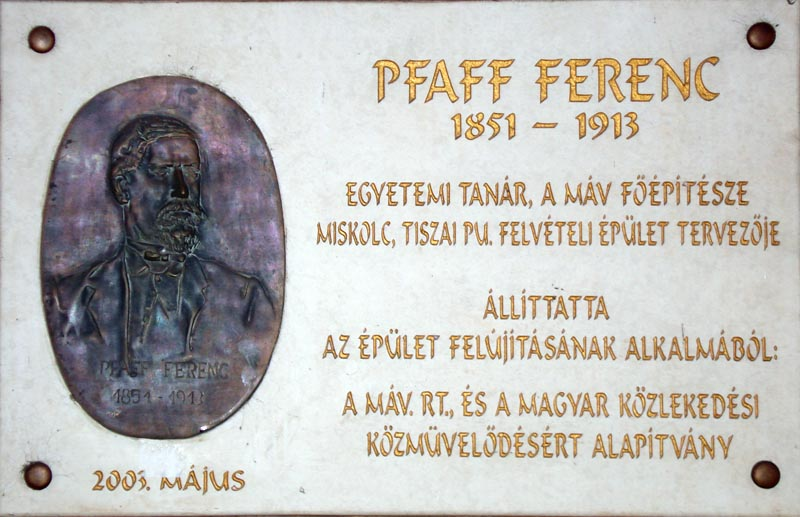

| Sebestyén Sándor: Holokauszt emléktábla A Tiszai pályaudvaron található táblán elhelyezett, mindössze tenyérnyi méretű bronzrelief, döbbenetes erővel emlékeztet a tragikus eseményekre (másolat). | | | | | |

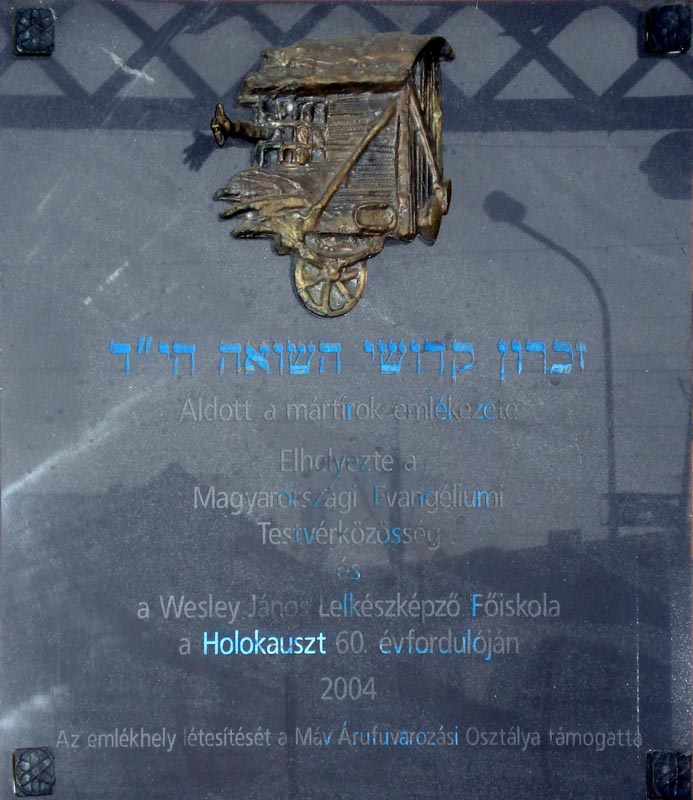

## Nyugati irány, Diósgyőr stb.

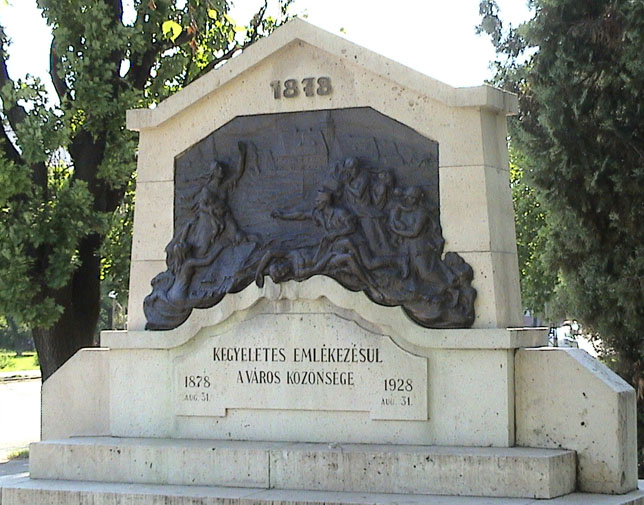

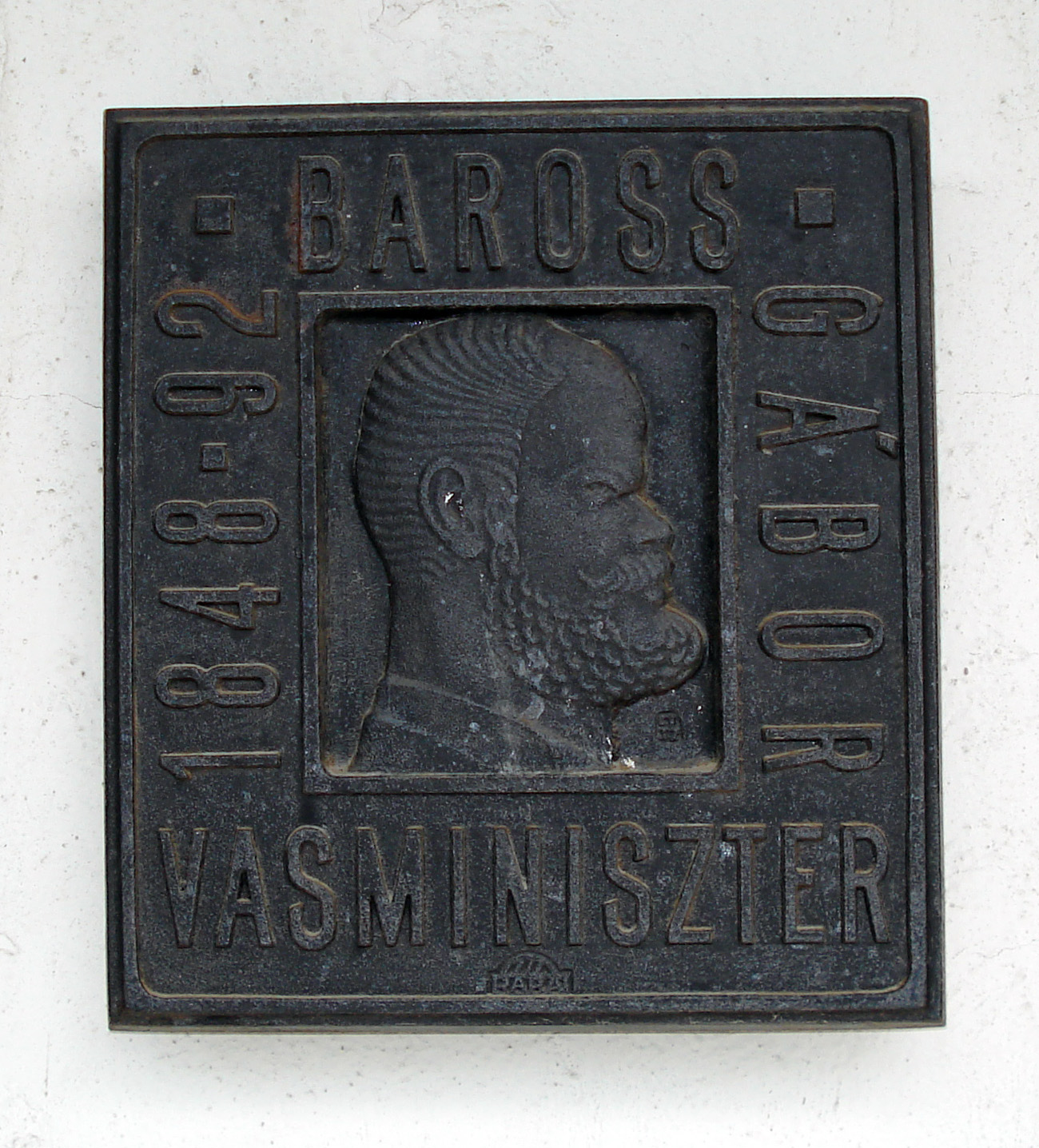

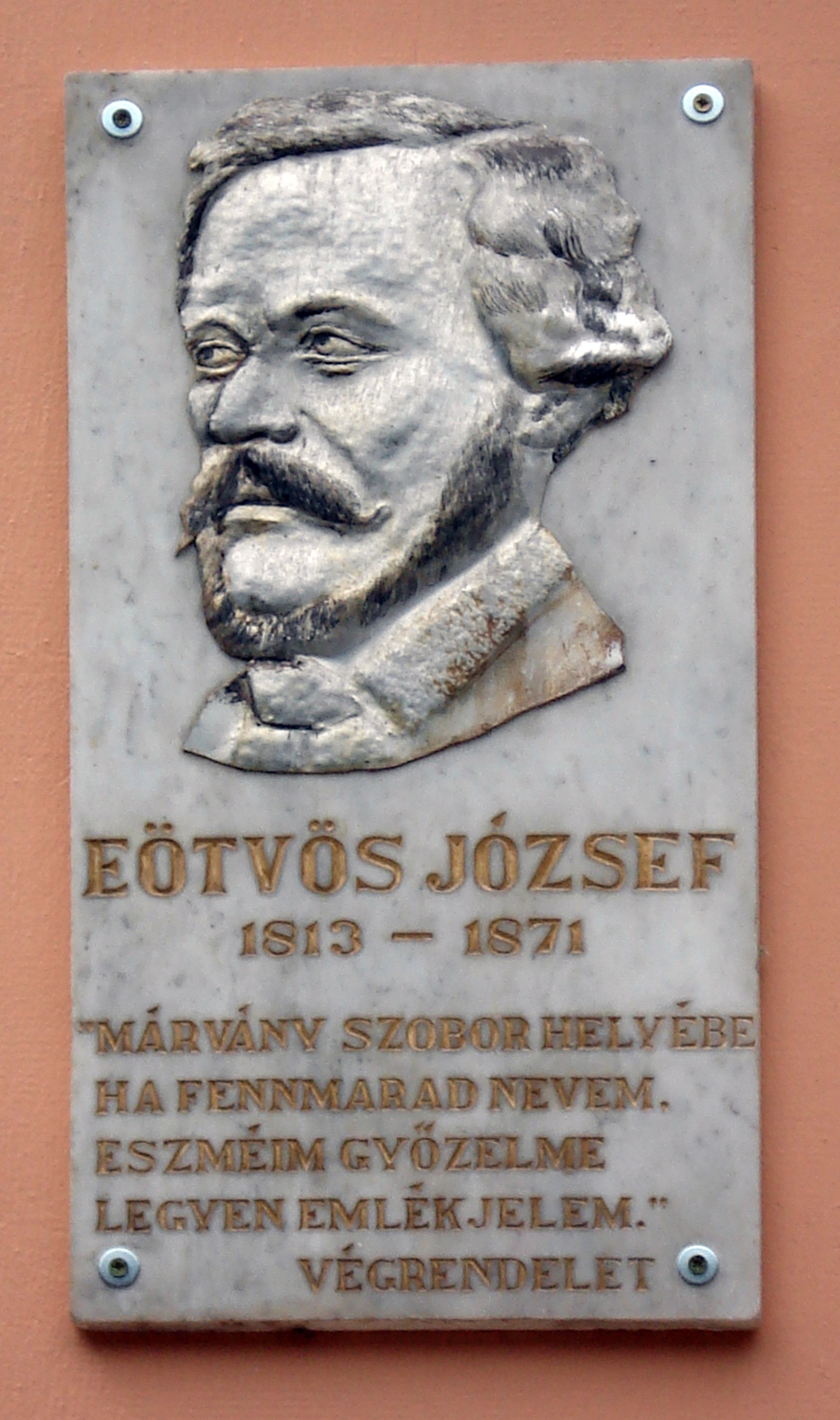

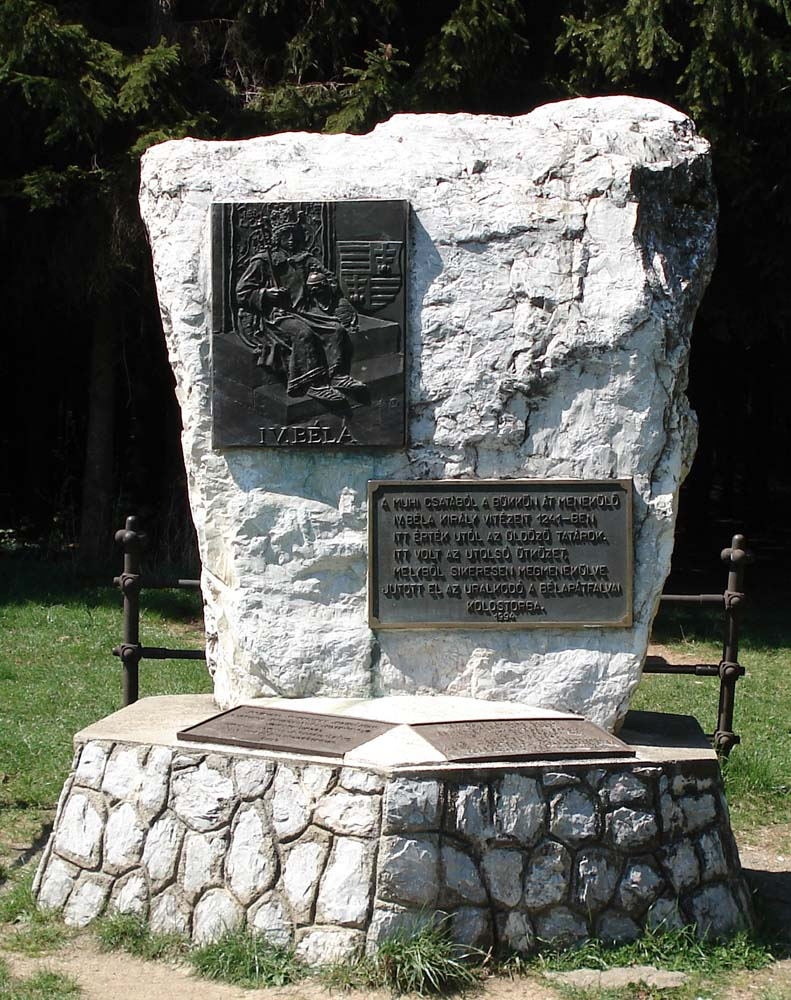

| | Gárdos Aladár: Árvízi emlékmű A Szent Anna téren álló emlékmű az 1878. augusztus 31-ei vihar után dúló hatalmas árvíz áldozataira emlékezik. A város történetének legnagyobb árvize áldozatainak száma 277 fő volt, 2182 ház dőlt össze, a kár 1 739 771 (akkori) forint volt. | Gárdos Aladár: Árvízi emlékmű A Szent Anna téren álló emlékmű az 1878. augusztus 31-ei vihar után dúló hatalmas árvíz áldozataira emlékezik. A város történetének legnagyobb árvize áldozatainak száma 277 fő volt, 2182 ház dőlt össze, a kár 1 739 771 (akkori) forint volt. | | Csányi Miklós: Baross Gábor A vasminiszter domborműve a Baross Gábor közlekedési és postaforgalmi szakközépiskola homlokzatán található (Rácz Ádám utca 54.). | Csányi Miklós: Baross Gábor A vasminiszter domborműve a Baross Gábor közlekedési és postaforgalmi szakközépiskola homlokzatán található (Rácz Ádám utca 54.). |

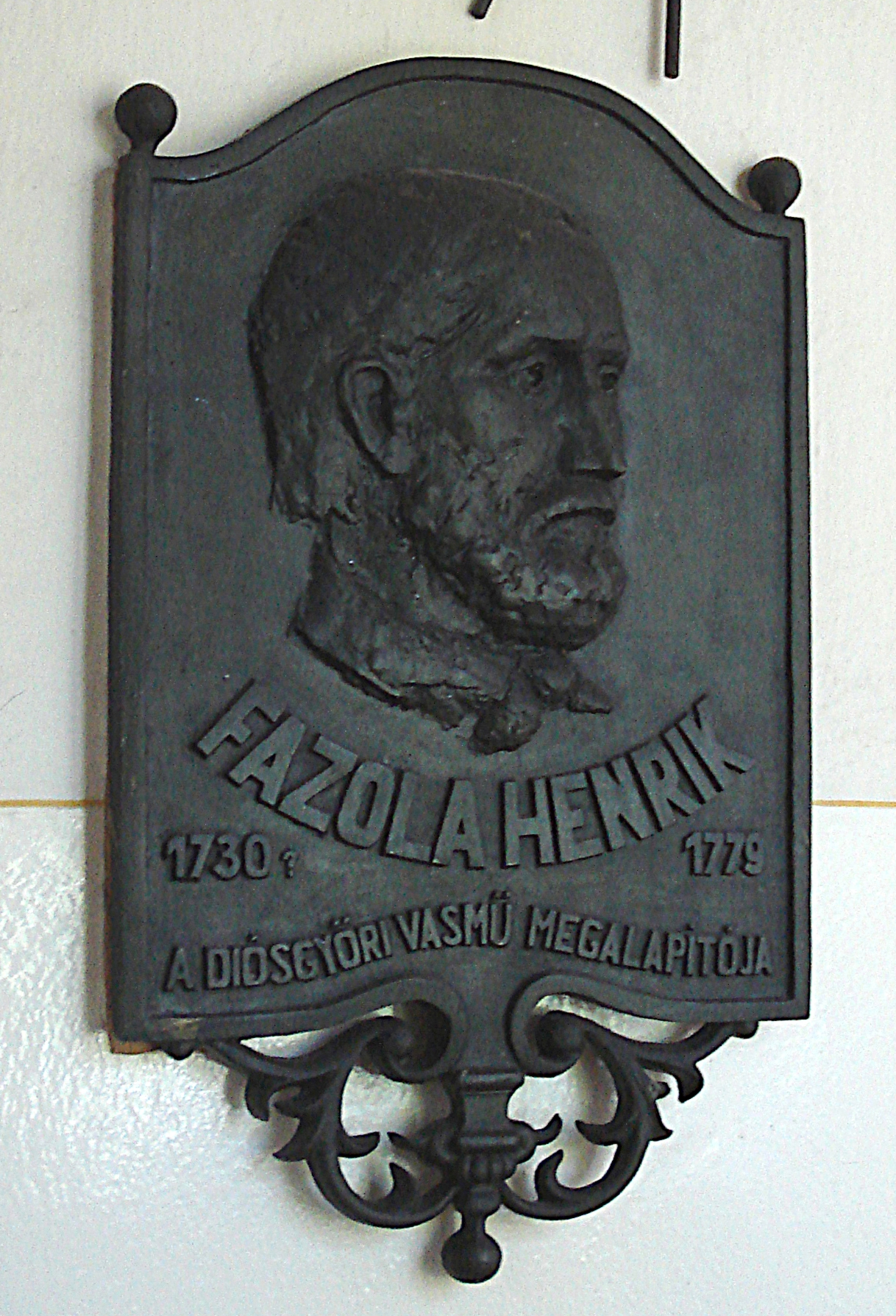

| Varga Éva: Fazola Henrik A dombormű a diósgyőr-vasgyári általános iskolában található.                                                        | Varga Éva: Fazola Henrik A dombormű a diósgyőr-vasgyári általános iskolában található. | | Szanyi Péter: Kaffka Margit A bronz dombormű a Kaffka Margit általános iskola (Hunfalvy Pál utca, Kilián-Észak) bejáratát díszíti. A neves író-költő 1908-ig élt Miskolcon, ahol tanárkodott, a helyi irodalmi élet szereplője volt, közreműködött színházi és irodalmi előadásokban, és itt jelentek meg első versei a Miskolci Naplóban. | Szanyi Péter: Kaffka Margit A bronz dombormű a Kaffka Margit általános iskola (Hunfalvy Pál utca, Kilián-Észak) bejáratát díszíti. A neves író-költő 1908-ig élt Miskolcon, ahol tanárkodott, a helyi irodalmi élet szereplője volt, közreműködött színházi és irodalmi előadásokban, és itt jelentek meg első versei a Miskolci Naplóban.                                                                                         | |

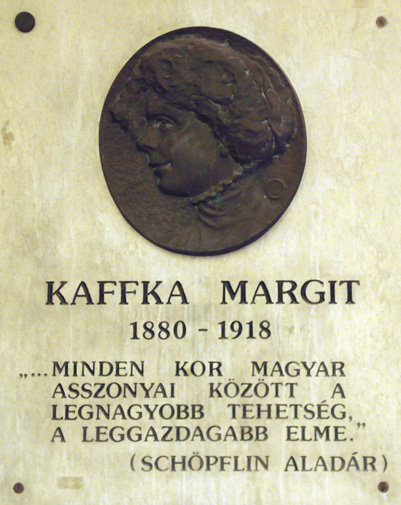

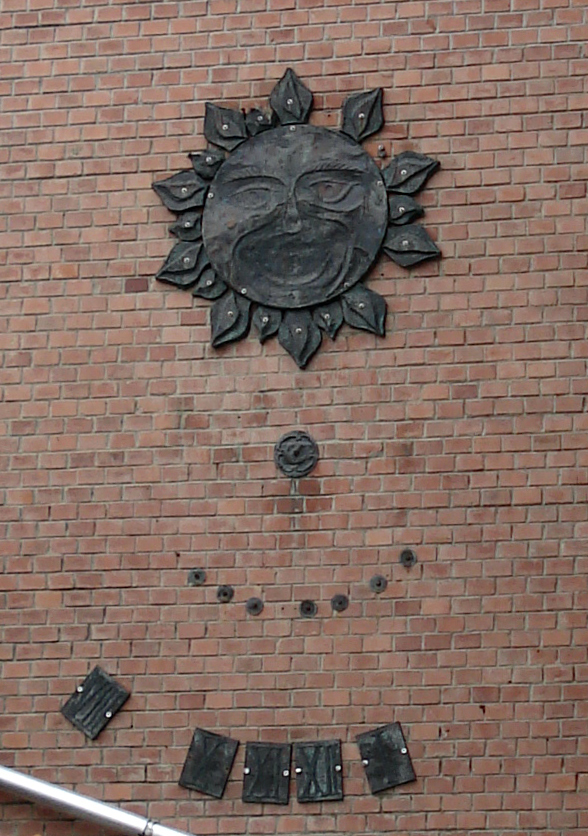

| | Napóra A réz napóra a Diósgyőr Kilián-déli Szivárvány óvodánál látható. | Napóra A réz napóra a Diósgyőr Kilián-déli Szivárvány óvodánál látható. | | Eötvös József A domborművet a diósgyőri Eötvös József építőipari, művészeti szakképző iskola homlokzatán helyezték el. | Eötvös József A domborművet a diósgyőri Eötvös József építőipari, művészeti szakképző iskola homlokzatán helyezték el. |

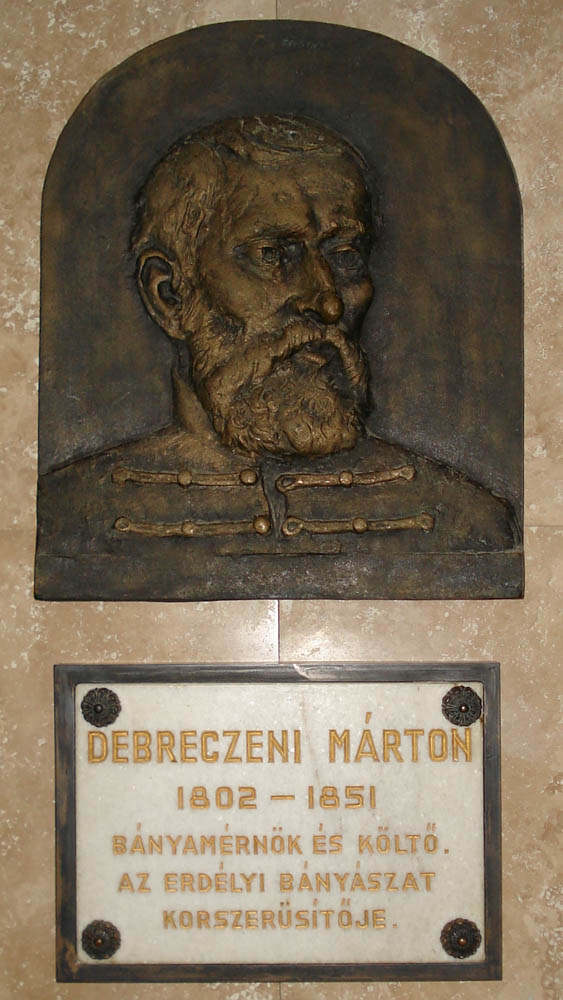

| Varga Éva: Debreczeni Márton A neves bányamérnök, költő domborműve a róla elnevezett perecesi szakközépiskolában, az előcsarnokban található. | Varga Éva: Debreczeni Márton A neves bányamérnök, költő domborműve a róla elnevezett perecesi szakközépiskolában, az előcsarnokban található. | | Csernyei István: Fazola Frigyes Újmassán, a Massa Múzeum falán látható. Fazola Frigyes – Fazola Henrik fia – 1804 és 1813 között építette a mai őskohót. | Csernyei István: Fazola Frigyes Újmassán, a Massa Múzeum falán látható. Fazola Frigyes – Fazola Henrik fia – 1804 és 1813 között építette a mai őskohót. | |

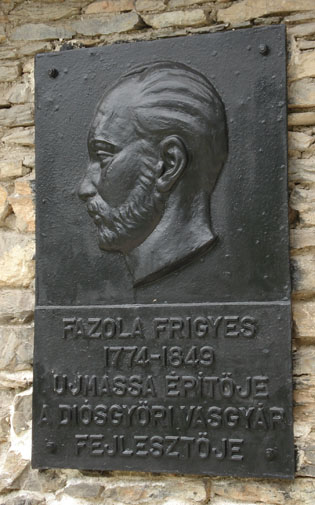

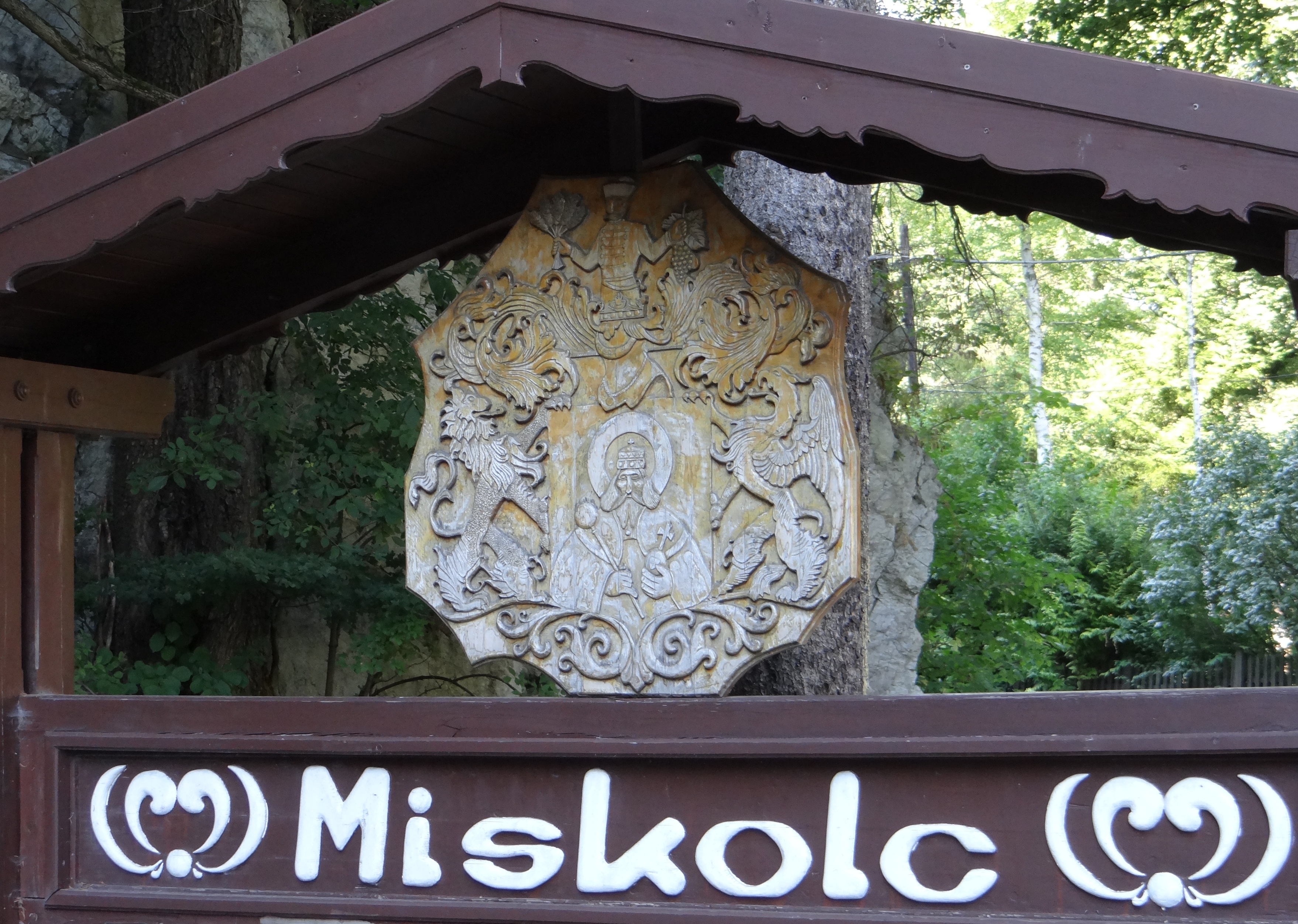

| | Miskolc címere A fából faragott alkotás Lillafüreden, a „felső” alagút mellett látható. | Miskolc címere A fából faragott alkotás Lillafüreden, a „felső” alagút mellett látható. | | IV. Béla A relief Bükkszentkereszt-Lófőtisztáson* áll, egy hatalmas mészkőtömbre illesztve. A kísérő tábla szövege: „A muhi csatából a Bükkön át menekülő IV. Béla király vitézeit 1241-ben itt érték utol az üldöző tatárok. Itt volt az utolsó ütközet, melyből sikeresen megmenekülve jutott el az uralkodó a bélapátfalvai kolostorba. 1994 * A község nem Miskolc közigazgatási része, de közvetlen vonzáskörzetébe tartozik. | IV. Béla A relief Bükkszentkereszt-Lófőtisztáson* áll, egy hatalmas mészkőtömbre illesztve. A kísérő tábla szövege: „A muhi csatából a Bükkön át menekülő IV. Béla király vitézeit 1241-ben itt érték utol az üldöző tatárok. Itt volt az utolsó ütközet, melyből sikeresen megmenekülve jutott el az uralkodó a bélapátfalvai kolostorba. 1994 * A község nem Miskolc közigazgatási része, de közvetlen vonzáskörzetébe tartozik. |